# Championnats de Belgique de cyclisme sur route
Les championnats de Belgique de cyclisme sur route sont les championnats nationaux de cyclisme sur route de Belgique, organisés par la Royale ligue vélocipédique belge. Ils ont été disputés pour la première fois en 1894.

## Histoire du championnat
Le championnat a été disputé tous les ans depuis 1894 sauf en 1906, 1915 à 1918 et 1944.
Dans les premières éditions il y a eu des décomptes aux points sur plusieurs courses en 1912, 1923, 1924 et 1925.

Actuellement, le titre est attribué sur une seule course.
Le champion de Belgique porte le maillot distinctif aux couleurs noir-jaune-rouge pendant une année.
Avec quatre victoires en 1997, 1998, 2002 et 2004, Tom Steels est le coureur qui a gagné ce titre le plus souvent toutes époques confondues. Il devance Rik Van Steenbergen et Stijn Devolder qui l'ont gagné trois fois.
Le doublé course en ligne et contre-la-montre a été réussi deux fois depuis 1997, année de la création du titre contre-la-montre : en 2010 par Stijn Devolder et en 2011 par Philippe Gilbert. Aucun autre coureur n'a remporté ces deux épreuves lors d'années différentes.

## Hommes

### Podiums de la course en ligne

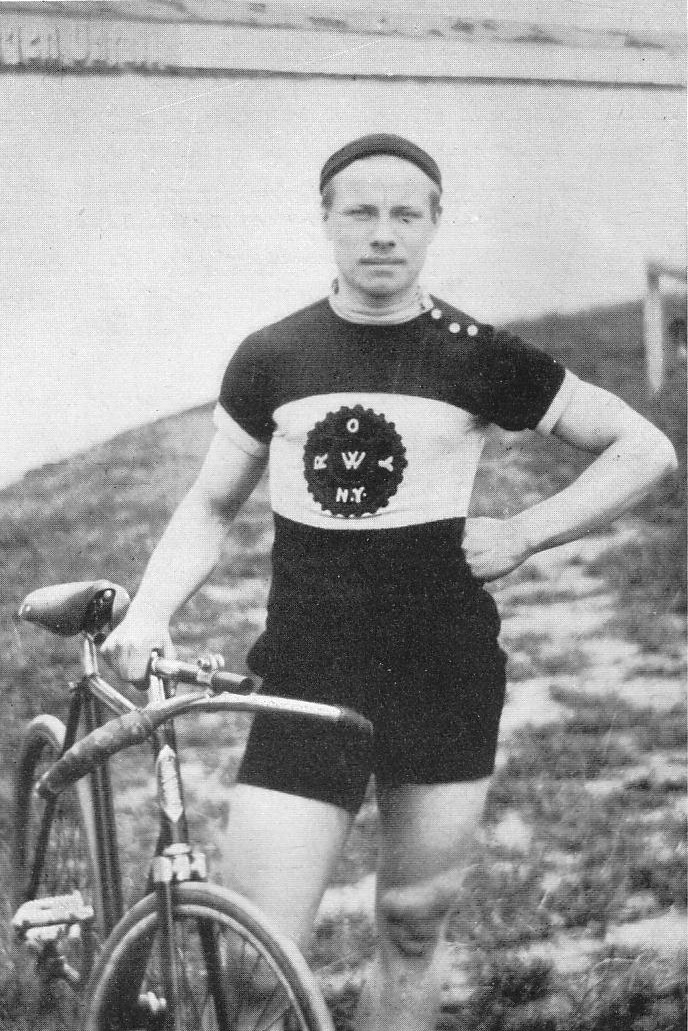
Arthur Vanderstuyft, vainqueur en 1903 est l'un des premiers champions de Belgique

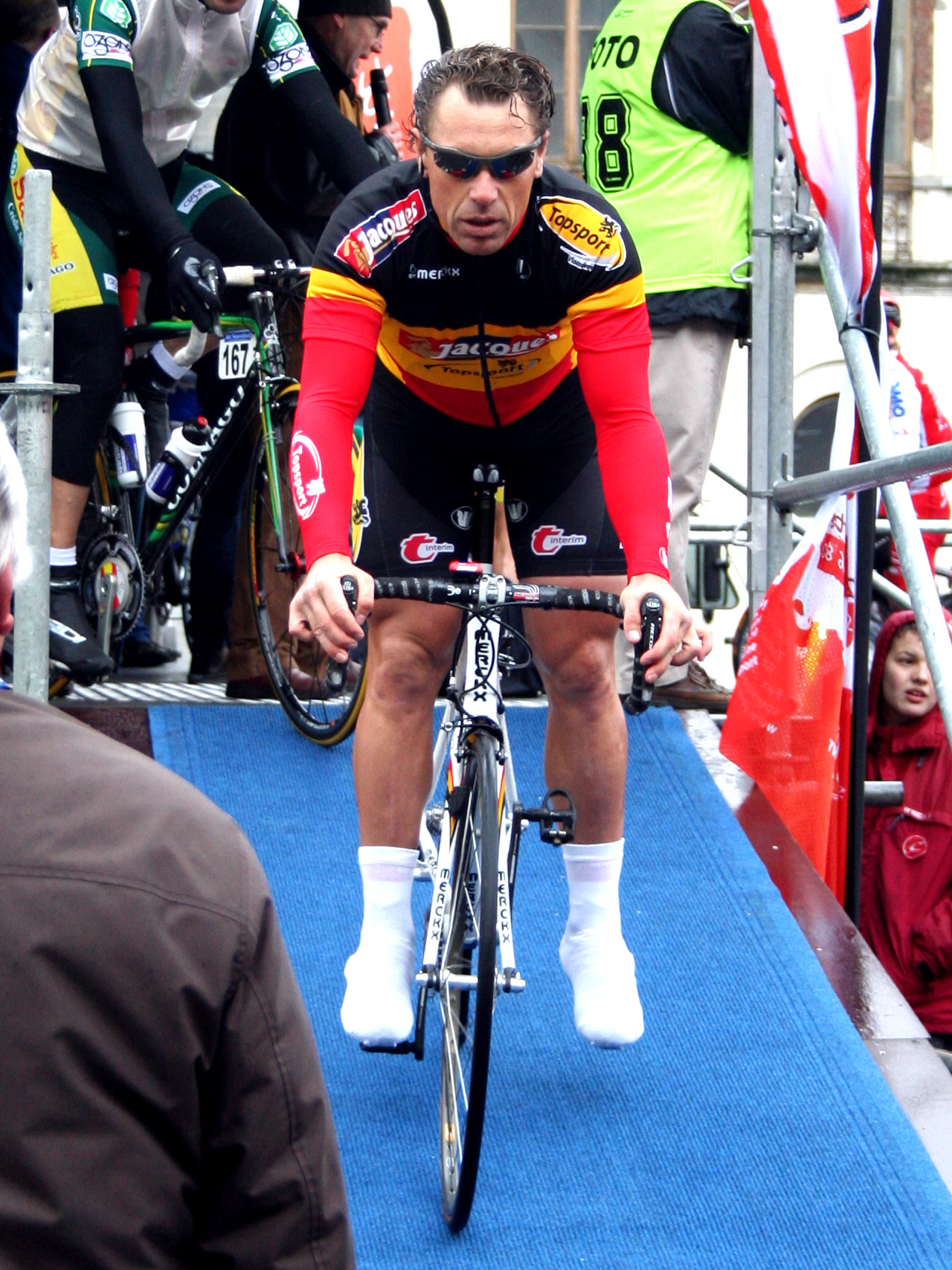
Niko Eeckhout, vêtu du maillot de champion de Belgique au départ du Circuit Het Volk, en 2007.

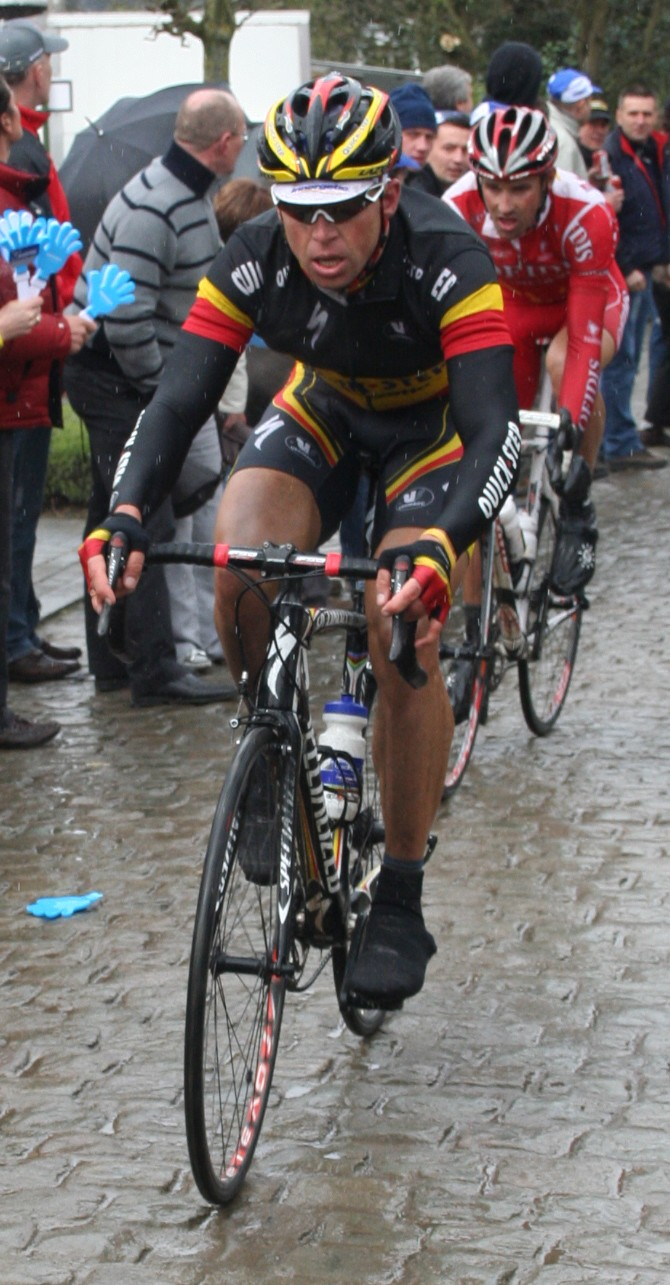
Stijn Devolder, vêtu du maillot de champion de Belgique lors du Tour des Flandres 2008, dans l'ascension du Vieux Quaremont.

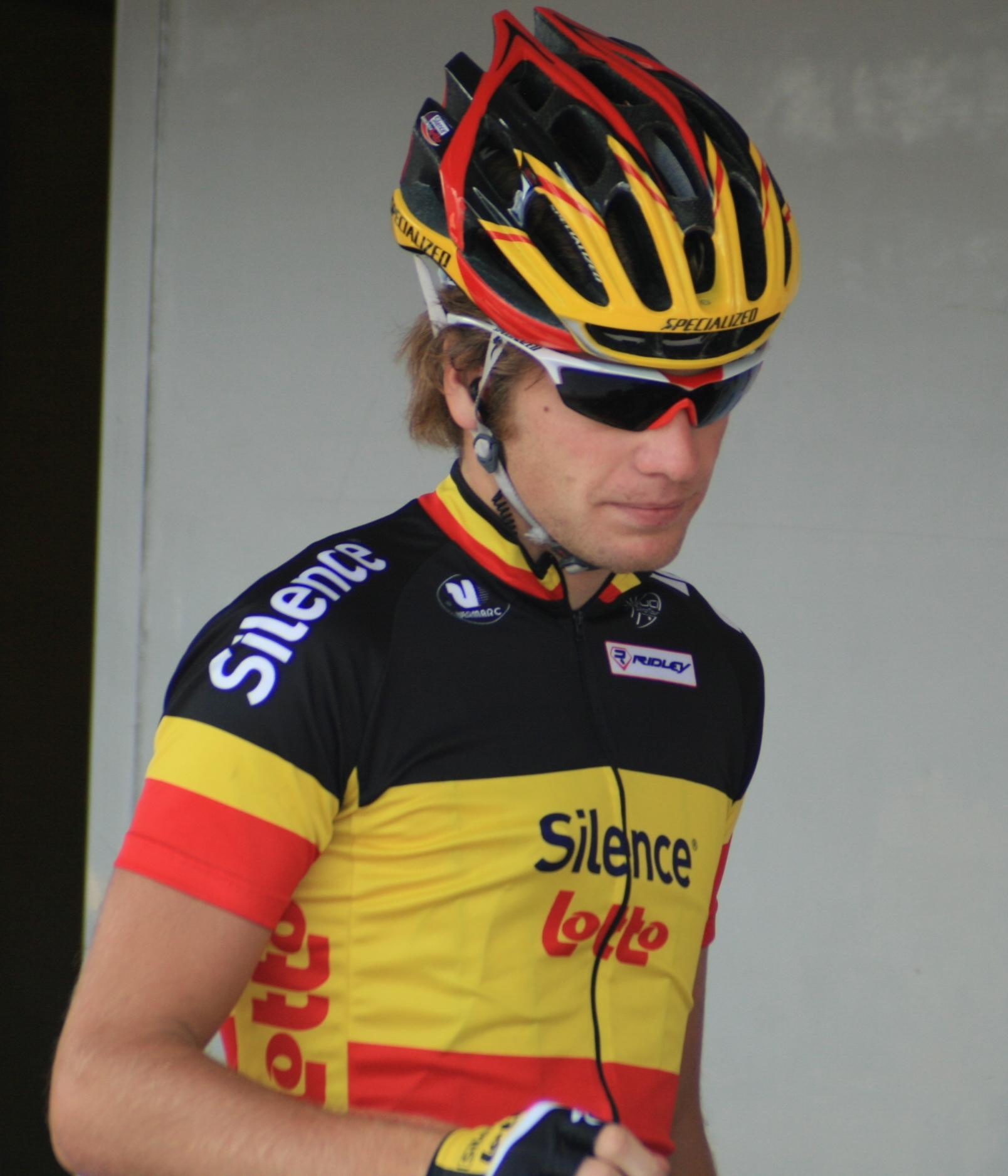
Jürgen Roelandts vêtu du maillot de champion de Belgique

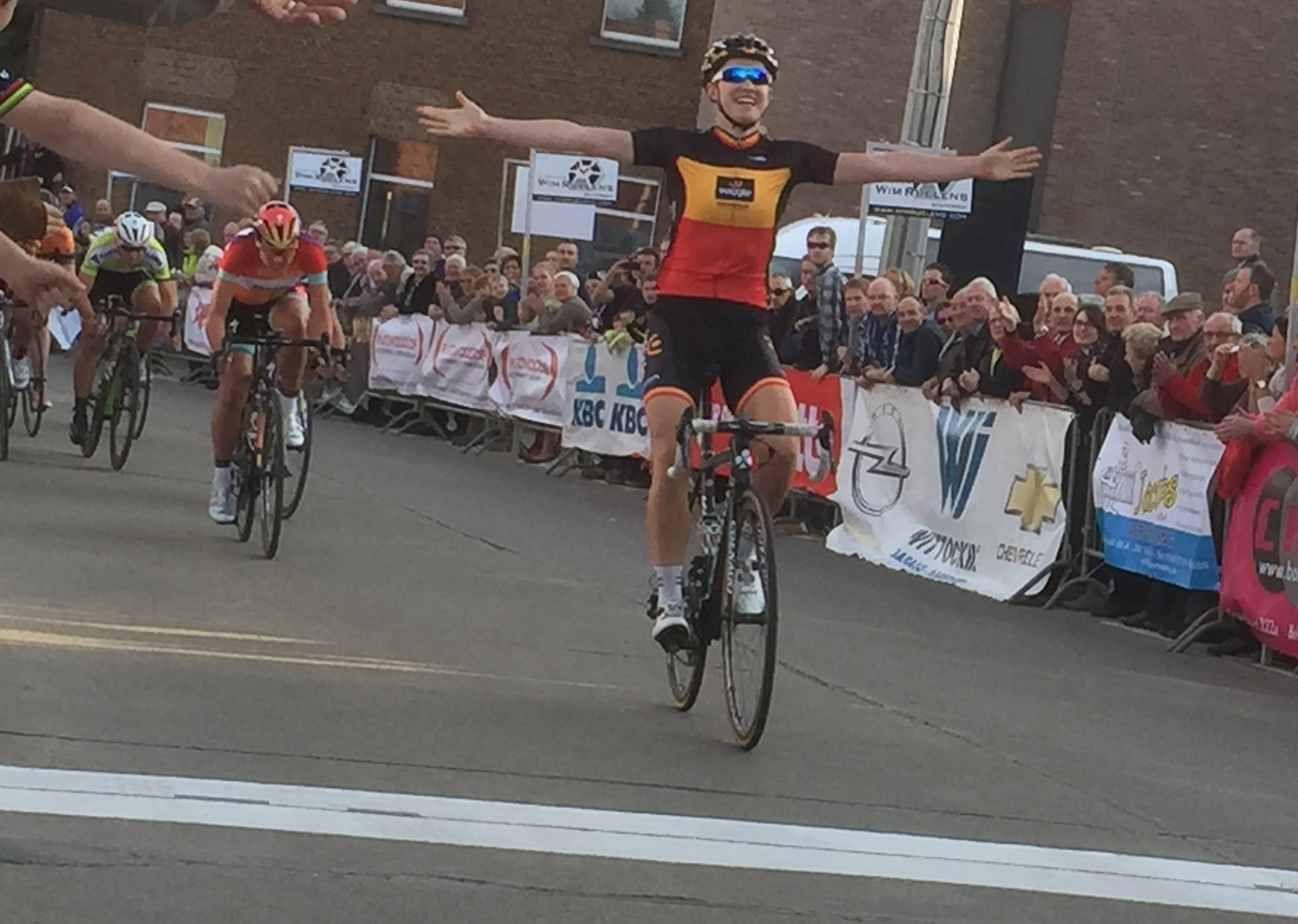
Jolien D'Hoore avec le maillot de championne de Belgique.

| Année | Champion                | Deuxième                       | Troisième                      |
| ----- | ----------------------- | ------------------------------ | ------------------------------ |
| 1894  | Léon Houa               | Schmidt                        | Léon Chisoigne                 |
| 1895  | Henri Luyten            | René Nulens et Walrant ex æquo | René Nulens et Walrant ex æquo |
| 1896  | Henri Luyten            | Georges Van Oolen              | Henri Marnette                 |
| 1897  | Henri Bertrand          | Maurice Virlée                 | Jozef Berckmans                |
| 1898  | Henri Bertrand          | Maurice Virlée                 | G Luyten                       |
| 1899  | Jules De Geytere        | Alphonse Seys                  | Fritz Vanderstuyft             |
| 1900  | Mathieu Quoidbach       | Hubert Meura                   | Williot                        |
| 1901  | Paul Burger             | Van horenbeek                  | Arthur Vanderstuyft            |
| 1902  | Jules Defrance          |                                |                                |
| 1903  | Arthur Vanderstuyft     | Julien Lootens                 | François Dhaen                 |
| 1904  | Jules Sales             | Arthur Vanderstuyft            | Theodor Sales                  |
| 1905  | Dieudonné Jamar         | Henri Devroye                  | Joseph Achten                  |
| 1907  | François Verstraeten    | Camille Haeck                  | Robert Wancourt                |
| 1908  | François Verstraeten    | Cyrille Van Hauwaert           | Eugène Platteau                |
| 1909  | Cyrille Van Hauwaert    | Dieudonné Jamar                | Alfons Spiessens               |
| 1910  | Henri Hanlet            | Michel Debaets                 | Marcel Buysse                  |
| 1911  | Odile Defraye           | Jules Masselis                 | Cyrille Van Hauwaert           |
| 1912  | Omer Verschoore         | Félicien Salmon                | Henri Devroye                  |
| 1913  | Joseph Van Daele        | Onze coureurs ex æquo          | Onze coureurs ex æquo          |
| 1914  | Victor Dethier          | Joseph Van Daele               | Louis Mottiat                  |
| 1919  | Jean Rossius            | Joseph Van Daele               | Louis Mottiat                  |
| 1920  | Jules Van Hevel         | Louis Mottiat                  | René Vermandel                 |
| 1921  | Jules Van Hevel         | René Vermandel                 | Louis Mottiat                  |
| 1922  | René Vermandel          | Philippe Thijs                 | Félix Sellier                  |
| 1923  | Félix Sellier           | Maurice De Waele               | René Vermandel                 |
| 1924  | René Vermandel          | Félix Sellier                  | Denis Verschueren              |
| 1925  | Gérard Debaets          | Auguste Verdijck               | Denis Verschueren              |
| 1926  | Félix Sellier           | Julien Delbecque               | Maurice Depauw                 |
| 1927  | August Mortelmans       | Julien Delbecque               | Leopold Matton                 |
| 1928  | Joseph Dervaes          | Félix Sellier                  | Raymond Decorte                |
| 1929  | Joseph Wauters          | Georges Ronsse                 | Alfred Hamerlinck              |
| 1930  | Joseph Wauters          | Joseph Dervaes                 | Alfred Hamerlinck              |
| 1931  | Alfons Schepers         | Émile Joly                     | Gustave Van Slembrouck         |
| 1932  | Georges Lemaire         | Gustave Van Slembrouck         | Michel Van Vlockhoven          |
| 1933  | Louis Duerloo           | Joseph Vanderhaegen            | Constant Huys                  |
| 1934  | Louis Roels             | Emile Bruneau                  | Joseph Vanderhaegen            |
| 1935  | Gustave Danneels        | Jef Demuysere                  | Félicien Vervaecke             |
| 1936  | Jean Aerts              | Louis Hardiquest               | Michel D'Hooghe                |
| 1937  | Karel Kaers             | Maurice Raes                   | Adelin Van Simaeys             |
| 1938  | Petrus Van Theemsche    | Hubert Deltour                 | Marcel Kint                    |
| 1939  | Marcel Kint             | Quatre coureurs ex æquo        | Quatre coureurs ex æquo        |
| 1940  | Odiel Vanden Meerschaut | André Maelbrancke              | Gustaaf Van Overloop           |
| 1941  | André Defoort           | Gustaaf Van Overloop           | Achiel De Backer               |
| 1942  | André Maelbrancke       | Albert Sercu                   | Lucien Vlaemynck               |
| 1943  | Rik Van Steenbergen     | Georges Claes                  | Robert Van Eenaeme             |
| 1944  | non disputé             | non disputé                    | non disputé                    |
| 1945  | Rik Van Steenbergen     | Odiel Vanden Meerschaut        | Jean Bogaerts                  |
| 1946  | Émile Masson junior     | Briek Schotte                  | Maurice Van Herzele (ca)       |
| 1947  | Émile Masson junior     | Jacques Geus                   | Maurice Meersman               |
| 1948  | Achiel Buysse           | Briek Schotte                  | Ernest Sterckx                 |
| 1949  | Valère Ollivier         | Raymond Impanis                | Prosper Depredomme             |
| 1950  | Albert Ramon            | Briek Schotte                  | Valère Ollivier                |
| 1951  | Lode Anthonis           | Edward Peeters                 | Emmanuel Thoma                 |
| 1952  | Jozef Schils            | Robert Vanderstockt            | Marcel De Mulder               |
| 1953  | Alois Van Steenkiste    | Florent Rondelé                | Stan Ockers                    |
| 1954  | Rik Van Steenbergen     | Roger Decock                   | René Desmet                    |
| 1955  | Emiel Van Cauter        | Germain Derijcke               | Jan Storms                     |
| 1956  | André Vlayen            | Frans Schoubben                | Karel Clerckx                  |
| 1957  | André Vlayen            | Roger Verplaetse               | Karel Clerckx                  |
| 1958  | Rik Van Looy            | Jozef Planckaert               | Frans Aerenhouts               |
| 1959  | Piet Oellibrandt        | Jan Adriaensens                | Daniel Denys                   |
| 1960  | Frans De Mulder         | Willy Vannitsen                | Arthur Decabooter              |
| 1961  | Michel Van Aerde        | Arnould Flecy                  | Jos Hoevenaars                 |
| 1962  | Jozef Planckaert        | Guillaume Van Tongerloo        | Émile Daems                    |
| 1963  | Rik Van Looy            | Louis Proost                   | Frans Aerenhouts               |
| 1964  | Edward Sels             | Willy Bocklant                 | Frans Melckenbeeck             |
| 1965  | Walter Godefroot        | Eddy Merckx                    | Arthur Decabooter              |
| 1966  | Guido Reybrouck         | Robert Lelangue                | Jos Huysmans                   |
| 1967  | Jos Boons               | Willy In 't Ven                | Emile Bodart                   |
| 1968  | Julien Stevens          | Ferdinand Bracke               | Guido Reybrouck                |
| 1969  | Roger De Vlaeminck      | Walter Godefroot               | Alfons De Bal                  |
| 1970  | Eddy Merckx             | Herman Van Springel            | Jean-Pierre Monseré            |
| 1971  | Herman Van Springel     | Jozef Spruyt                   | Willy Van Neste                |
| 1972  | Walter Godefroot        | Eddy Merckx                    | Albert Van Vlierberghe         |
| 1973  | Frans Verbeeck          | Eddy Merckx                    | Willy Planckaert               |
| 1974  | Roger Swerts            | Ludo Van Staeyen               | Johan De Muynck                |
| 1975  | Willy Teirlinck         | Walter Planckaert              | Eddy Merckx                    |
| 1976  | Freddy Maertens         | Jean-Luc Vandenbroucke         | Willy Teirlinck                |
| 1977  | Michel Pollentier       | Joseph Bruyère                 | Paul Wellens                   |
| 1978  | Michel Pollentier       | Willy Teirlinck                | Marcel Laurens                 |
| 1979  | Gery Verlinden          | Eddy Schepers                  | Marc Renier                    |
| 1980  | Jozef Jacobs            | Dirk Heirweg                   | Eddy Schepers                  |
| 1981  | Roger De Vlaeminck      | Gery Verlinden                 | Benjamin Vermeulen             |
| 1982  | Frank Hoste             | Eddy Vanhaerens                | Fons De Wolf                   |
| 1983  | Lucien Van Impe         | Marc Sergeant                  | Michel Dernies                 |
| 1984  | Eric Vanderaerden       | Eddy Planckaert                | Frank Hoste                    |
| 1985  | Paul Haghedooren        | Claude Criquielion             | Rudy Dhaenens                  |
| 1986  | Marc Sergeant           | Hendrik Devos                  | Etienne De Wilde               |
| 1987  | Ferdi Van Den Haute     | Jean-Pierre Heynderickx        | Herman Frison                  |
| 1988  | Etienne De Wilde        | Herman Frison                  | Jean-Philippe Vandenbrande     |
| 1989  | Carlo Bomans            | Eddy Planckaert                | Fons De Wolf                   |
| 1990  | Claude Criquielion      | Edwig Van Hooydonck            | Frank Van Den Abeele           |
| 1991  | Benjamin Van Itterbeeck | Jim Van De Laer                | Wilfried Peeters               |
| 1992  | Johan Museeuw           | Johan Capiot                   | Johan Devos                    |
| 1993  | Alain Van Den Bossche   | Guy Nulens                     | Carlo Bomans                   |
| 1994  | Wilfried Nelissen       | Michel Vanhaecke               | Peter Verbeken                 |
| 1995  | Wilfried Nelissen       | Tom Steels                     | Johan Museeuw                  |
| 1996  | Johan Museeuw           | Geert Van Bondt                | Johan Bruyneel                 |
| 1997  | Tom Steels              | Ludo Dierckxsens               | Kurt Van De Wouwer             |
| 1998  | Tom Steels              | Carlo Bomans                   | Peter Van Petegem              |
| 1999  | Ludo Dierckxsens        | Michel Vanhaecke               | Axel Merckx                    |
| 2000  | Axel Merckx             | Frank Vandenbroucke            | Rik Verbrugghe                 |
| 2001  | Ludovic Capelle         | Fabien De Waele                | Michel Vanhaecke               |
| 2002  | Tom Steels              | Ludovic Capelle                | Gert Vanderaerden              |
| 2003  | Geert Omloop            | Jurgen Van Goolen              | Sven Vanthourenhout            |
| 2004  | Tom Steels              | Geert Omloop                   | Geert Verheyen                 |
| 2005  | Serge Baguet            | Kevin Van Impe                 | Nico Sijmens                   |
| 2006  | Niko Eeckhout           | Philippe Gilbert               | Tom Boonen                     |
| 2007  | Stijn Devolder          | Tom Boonen                     | Philippe Gilbert               |
| 2008  | Jürgen Roelandts        | Sven Vanthourenhout            | Niko Eeckhout                  |
| 2009  | Tom Boonen              | Philippe Gilbert               | Kristof Goddaert               |
| 2010  | Stijn Devolder          | Philippe Gilbert               | Frederik Veuchelen             |
| 2011  | Philippe Gilbert        | Gianni Meersman                | Jelle Wallays                  |
| 2012  | Tom Boonen              | Kristof Goddaert               | Sven Vandousselaere            |
| 2013  | Stijn Devolder          | Gianni Meersman                | Jan Bakelandts                 |
| 2014  | Jens Debusschere        | Roy Jans                       | Tom Boonen                     |
| 2015  | Preben Van Hecke        | Jürgen Roelandts               | Greg Van Avermaet              |
| 2016  | Philippe Gilbert        | Tim Wellens                    | Greg Van Avermaet              |
| 2017  | Oliver Naesen           | Sep Vanmarcke                  | Jasper Stuyven                 |
| 2018  | Yves Lampaert           | Philippe Gilbert               | Jasper Stuyven                 |
| 2019  | Tim Merlier             | Timothy Dupont                 | Wout van Aert                  |
| 2020  | Dries De Bondt          | Iljo Keisse                    | Pieter Serry                   |
| 2021  | Wout van Aert           | Edward Theuns                  | Remco Evenepoel                |
| 2022  | Tim Merlier             | Jordi Meeus                    | Jasper Philipsen               |
| 2023  | Remco Evenepoel         | Alec Segaert                   | Jasper Stuyven                 |
| 2024  | Arnaud De Lie           | Jasper Philipsen               | Jordi Meeus                    |
| 2025  | Tim Wellens             | Remco Evenepoel                | Jasper Philipsen               |

Multi-titrés
- 4 : Tom Steels
- 3 : Stijn Devolder, Rik Van Steenbergen
- 2 : Henri Bertrand, Tom Boonen, Roger De Vlaeminck, Philippe Gilbert, Walter Godefroot, Henri Luyten, Émile Masson junior, Tim Merlier, Johan Museeuw, Wilfried Nelissen, Michel Pollentier, Félix Sellier, Jules Van Hevel, Rik Van Looy, René Vermandel, François Verstraeten, André Vlayen, Joseph Wauters

### Podiums du contre-la-montre
| Année | Champion              | Deuxième           | Troisième             |
| ----- | --------------------- | ------------------ | --------------------- |
| 1997  | Marc Streel           | Johan Museeuw      | Bert Roesems          |
| 1999  | Marc Streel           | Bert Roesems       | Thierry Marichal      |
| 2000  | Rik Verbrugghe        | Marc Streel        | Leif Hoste            |
| 2001  | Leif Hoste            | Bert Roesems       | Glenn D'Hollander     |
| 2002  | Marc Wauters          | Bert Roesems       | Ludo Dierckxsens      |
| 2003  | Marc Wauters          | Leif Hoste         | Bert Roesems          |
| 2004  | Bert Roesems          | Marc Wauters       | Leif Hoste            |
| 2005  | Marc Wauters          | Bert Roesems       | Frank Vandenbroucke   |
| 2006  | Leif Hoste            | Bert Roesems       | Marc Wauters          |
| 2007  | Leif Hoste            | Philippe Gilbert   | Jurgen Van den Broeck |
| 2008  | Stijn Devolder        | Leif Hoste         | Dominique Cornu       |
| 2009  | Maxime Monfort        | Sébastien Rosseler | Dominique Cornu       |
| 2010  | Stijn Devolder        | Sébastien Rosseler | Leif Hoste            |
| 2011  | Philippe Gilbert      | Ben Hermans        | Dominique Cornu       |
| 2012  | Kristof Vandewalle    | Ben Hermans        | Philippe Gilbert      |
| 2013  | Kristof Vandewalle    | Philippe Gilbert   | Julien Vermote        |
| 2014  | Kristof Vandewalle    | Tim Wellens        | Pieter Serry          |
| 2015  | Jurgen Van den Broeck | Yves Lampaert      | Kristof Vandewalle    |
| 2016  | Victor Campenaerts    | Yves Lampaert      | Ben Hermans           |
| 2017  | Yves Lampaert         | Victor Campenaerts | Ben Hermans           |
| 2018  | Victor Campenaerts    | Thomas De Gendt    | Yves Lampaert         |
| 2019  | Wout van Aert         | Yves Lampaert      | Remco Evenepoel       |
| 2020  | Wout van Aert         | Victor Campenaerts | Frederik Frison       |
| 2021  | Yves Lampaert         | Remco Evenepoel    | Victor Campenaerts    |
| 2022  | Remco Evenepoel       | Yves Lampaert      | Victor Campenaerts    |
| 2023  | Wout van Aert         | Alec Segaert       | Rune Herregodts       |
| 2024  | Tim Wellens           | Alec Segaert       | Rune Herregodts       |
| 2025  | Remco Evenepoel       | Florian Vermeersch | Alec Segaert          |

Multi-titrés
- 3 : Leif Hoste, Kristof Vandewalle, Marc Wauters, Wout van Aert
- 2 : Victor Campenaerts, Stijn Devolder, Marc Streel, Yves Lampaert, Remco Evenepoel

## Femmes

### Podiums de la course en ligne
| Année | Vainqueur           | Deuxième               | Troisième              |
| ----- | ------------------- | ---------------------- | ---------------------- |
| 1959  | Victoire Van Nuffel | Rosa Sels              | Liliane Cleiren        |
| 1960  | Rosa Sels           | Yvonne Reynders        | Nadia Germonpré        |
| 1961  | Annie Vermeiren     | Yvonne Reynders        | Rosa Sels              |
| 1962  | Yvonne Reynders     | Simone Ellegeest       | Liliane Cleiren        |
| 1963  | Yvonne Reynders     | Louisa Smits           | Simone Ellegeest       |
| 1964  | Denise Bral         | Rosa Sels              | Marie-Thérèse Naessens |
| 1965  | Louisa Smits        | Marie-Thérèse Naessens | Francine Verlot        |
| 1966  | Marie-Rose Gaillard | Simone Ellegeest       | Suzanne Sohie          |
| 1967  | Christiane Geerts   | Louisa Smits           | Francine Verlot        |
| 1968  | Marguerita Dams     | Nicole Vandenbroeck    | Francine Verlot        |
| 1969  | Nicole Vandenbroeck | Suzanne Sohie          | Christiane Goeminne    |
| 1970  | Nicole Vandenbroeck | Christiane Geerts      | Francine Verlot        |
| 1971  | Mariette Laenen     | Christiane Geerts      | Francine Verlot        |
| 1972  | Mariette Laenen     | Nicole Vandenbroeck    | Francine Verlot        |
| 1973  | Nicole Vandenbroeck | Christiane Goeminne    |                        |
| 1974  | Nicole Vandenbroeck | Mariette Laenen        | Arlette Fontaine       |
| 1975  | Mariette Laenen     | Christiane Goeminne    | Johanna Bosmans        |
| 1976  | Yvonne Reynders     | Christiane Goeminne    | Nicole Vandenbroeck    |
| 1977  | Nicole Vandenbroeck | Mariette Laenen        | Yvonne Reynders        |
| 1978  | Maria Herrijgers    | Christiane Goeminne    | Frieda Maes            |
| 1979  | Maria Herrijgers    | Sonja Pleysier         | Marie-Hélène Schiffers |
| 1980  | Nele D'Haene        | Chantal Van Havere     | Maria-Magdalena Kennes |
| 1981  | Gerda Sierens       | Marina Mampay          | Maria Herrijgers       |
| 1982  | Jenny De Smet       | Gerda Sierens          | Anne Callebout         |
| 1983  | Ingrid Mekers       | Gerda Sierens          | Anne Callebout         |
| 1984  | Nele D'Haene        | Jenny De Smet          | Gerda Sierens          |
| 1985  | Josiane Vanhuysse   | Nadine Fiers           | Marleen Clemminck      |
| 1986  | Agnes Dusart        | Josiane Vanhuysse      | Nadine Fiers           |
| 1987  | Agnes Dusart        | Sonja Vermeylen        | Els Mertens            |
| 1988  | Agnes Dusart        | Kristel Werckx         | Sylvie Slos            |
| 1989  | Sylvie Slos         | Sabine Snijers         | Els Mertens            |
| 1990  | Véronique De Roose  | Godelieve Jansens      | Kristel Werckx         |
| 1991  | Kristel Werckx      | Heidi Van de Vijver    | Monica Van Nassauw     |
| 1992  | Godelieve Jansens   | Sabine Snijers         | Véronique Schurman     |
| 1993  | Kristel Werckx      | Monica Van Nassauw     | Vanja Vonckx           |
| 1994  | Heidi Van de Vijver | Patsy Maegerman        | Anja Lenaers           |
| 1995  | Els Decottenier     | Sonja Vermeylen        | Vanja Vonckx           |
| 1996  | Sonja Vermeylen     | Linda Troyekens        | Patsy Maegerman        |
| 1997  | Sonja Vermeylen     | Els Decottenier        | Anja Lenaers           |
| 1998  | Heidi Van de Vijver | Sonja Vermeylen        | Anja Lenaers           |
| 1999  | Cindy Pieters       | Vanja Vonckx           | Els Decottenier        |
| 2000  | Evy Van Damme       | Lensy Debboudt         | Sonja Vermeylen        |
| 2001  | Evy Van Damme       | Ine Wannijn            | Godelieve Jansens      |
| 2002  | Ine Wannijn         | Corine Hierckens       | Veronique Belleter     |
| 2003  | Anja Nobus          | Ilse Geldhof           | Veerle Ingels          |
| 2004  | Natacha Maes        | Ine Wannijn            | Sara Peeters           |
| 2005  | Corine Hierckens    | Sara Peeters           | Natasha Nobels         |
| 2006  | Veronique Belleter  | Karen Steurs           | Ine Wannijn            |
| 2007  | Ludivine Henrion    | Ine Wannijn            | Liesbet De Vocht       |
| 2008  | Ilse Geldhof        | Nana Steenssens        | Anne Arnouts           |
| 2009  | Ludivine Henrion    | Latoya Brulee          | Kelly Druyts           |
| 2010  | Liesbet De Vocht    | Kelly Druyts           | Evelyn Arys            |
| 2011  | Evelyn Arys         | Sofie De Vuyst         | Lensy Debboudt         |
| 2012  | Jolien D'Hoore      | Ludivine Henrion       | Jessie Daams           |
| 2013  | Liesbet De Vocht    | Maaike Polspoel        | Sofie De Vuyst         |
| 2014  | Jolien D'Hoore      | Lotte Kopecky          | Sofie De Vuyst         |
| 2015  | Jolien D'Hoore      | Lotte Kopecky          | Sofie De Vuyst         |
| 2016  | Kaat Hannes         | Lotte Kopecky          | Jolien D'Hoore         |
| 2017  | Jolien D'Hoore      | Lotte Kopecky          | Kelly Druyts           |
| 2018  | Annelies Dom        | Valerie Demey          | Sanne Cant             |
| 2019  | Jesse Vandenbulcke  | Ann-Sophie Duyck       | Julie Van de Velde     |
| 2020  | Lotte Kopecky       | Jolien D'Hoore         | Shari Bossuyt          |
| 2021  | Lotte Kopecky       | Julie Van de Velde     | Alana Castrique        |
| 2022  | Kim de Baat         | Fien Van Eynde         | Sara Maes              |
| 2023  | Lotte Kopecky       | Marthe Goossens        | Kelly Druyts           |
| 2024  | Lotte Kopecky       | Sanne Cant             | Justine Ghekiere       |

Multi-titrées
- 5 : Nicole Vandenbroeck
- 4 : Jolien D'Hoore, Lotte Kopecky
- 3 : Agnes Dusart, Mariette Laenen, Yvonne Reynders
- 2 : Liesbet De Vocht, Nele D'Haene, Ludivine Henrion, Maria Herrijgers, Evy Van Damme, Heidi Van De Vijver, Sonja Vermeylen, Kristel Werckx

### Podiums du contre-la-montre
| Année | Vainqueur           | Deuxième           | Troisième                |
| ----- | ------------------- | ------------------ | ------------------------ |
| 1999  | Heidi Van de Vijver | Els Decottenier    | Evy Van Damme            |
| 2000  | Heidi Van de Vijver | Natacha Maes       | Evy Van Damme            |
| 2001  | Heidi Van de Vijver | Ine Wannijn        | Cindy Pieters            |
| 2002  | Cindy Pieters       | Evy Van Damme      | Sharon Vandromme         |
| 2003  | Evy Van Damme       | Corine Hierckens   | Natacha Maes             |
| 2004  | Natacha Maes        | Evy Van Damme      | Ine Wannijn              |
| 2005  | Natacha Maes        | An Van Rie         | Ine Wannijn              |
| 2006  | An Van Rie          | Cindy Pieters      | Laure Werner             |
| 2007  | An Van Rie          | Ludivine Henrion   | Liesbet De Vocht         |
| 2008  | An Van Rie          | Liesbet De Vocht   | Kelly Druyts             |
| 2009  | Liesbet De Vocht    | Latoya Brulee      | Lieselot Decroix         |
| 2010  | Grace Verbeke       | Liesbet De Vocht   | Latoya Brulee            |
| 2011  | Liesbet De Vocht    | Grace Verbeke      | Ludivine Henrion         |
| 2012  | Liesbet De Vocht    | Sofie De Vuyst     | Ann-Sophie Duyck         |
| 2013  | Liesbet De Vocht    | Maaike Polspoel    | Annelies Dom             |
| 2014  | Ann-Sophie Duyck    | Liesbet De Vocht   | Maaike Polspoel          |
| 2015  | Ann-Sophie Duyck    | Jolien D'Hoore     | Sofie De Vuyst           |
| 2016  | Ann-Sophie Duyck    | Lotte Kopecky      | Isabelle Beckers         |
| 2017  | Ann-Sophie Duyck    | Isabelle Beckers   | Julie van de Velde       |
| 2018  | Ann-Sophie Duyck    | Lotte Kopecky      | Ellen Van Loy            |
| 2019  | Lotte Kopecky       | Jolien D'Hoore     | Annelies Dom             |
| 2020  | Lotte Kopecky       | Sara Van de Vel    | Julie Van de Velde       |
| 2021  | Lotte Kopecky       | Julie Van de Velde | Julie De Wilde           |
| 2022  | Lotte Kopecky       | Shari Bossuyt      | Britt Knaven             |
| 2023  | Lotte Kopecky       | Febe Jooris        | Marthe Goossens          |
| 2024  | Lotte Kopecky       | Marthe Goossens    | Marion Norbert-Riberolle |
| 2025  | Lotte Kopecky       | Marthe Goossens    | Lotte Claes              |

Multi-titrées
- 7 : Lotte Kopecky
- 5 : Ann-Sophie Duyck
- 4 : Liesbet De Vocht

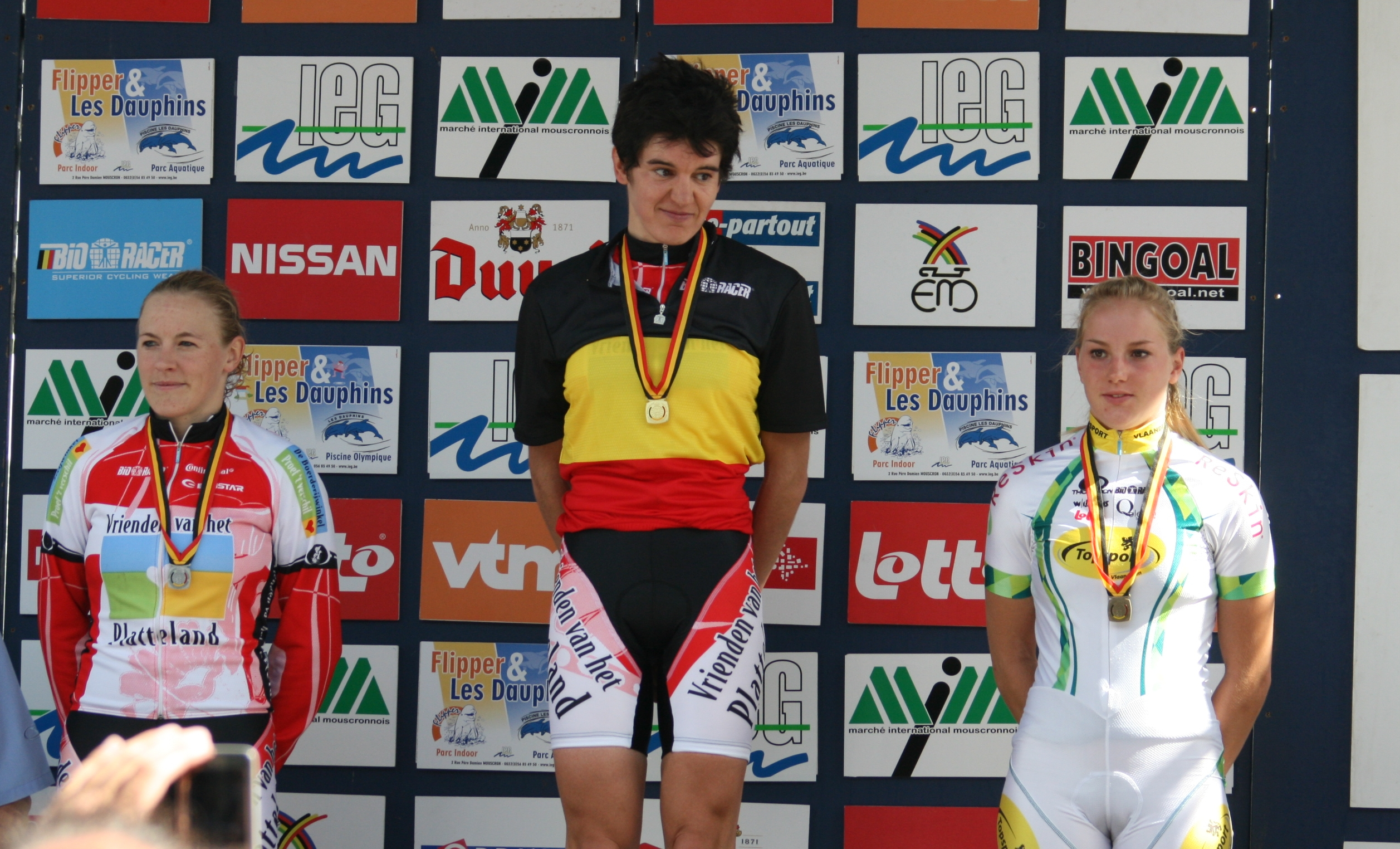
Podium du championnat féminin du contre-la-montre 2008, à Mouscron

- 3 : Heidi Van De Vijver, An Van Rie
- 2 : Natacha Maes

## Élites sans contrat Hommes

### Podiums de la course en ligne
La catégorie « élites sans contrat » a remplacé en 1996 la catégorie amateurs. À partir de cette date, les coureurs de 19 à 22 ans disputent le championnat des moins de 23 ans, également appelés espoirs.
Le premier championnat amateurs est disputé en 1882. En 1947, il englobe l'ancienne catégorie juniors (19 à 22 ans). En 1966, cette catégorie prend le nom d'« amateurs internationaux » lorsque celle des indépendants disparaît. La catégorie « élites sans contrat » remplace en 1996 la catégorie amateurs internationaux. À partir de cette date, les coureurs de 19 à 22 ans disputent le championnat des moins de 23 ans, également appelés espoirs.

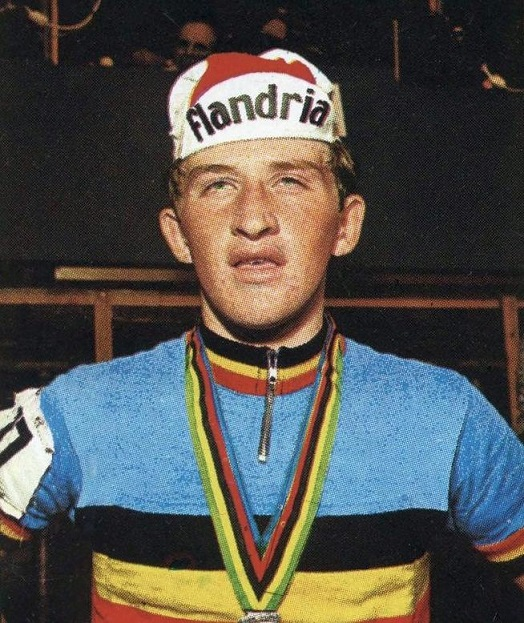
Freddy Maertens en 1971, Champion de Belgique amateur.

| Année     | Lieu                  | Champion                    | Deuxième               | Troisième                   |
| --------- | --------------------- | --------------------------- | ---------------------- | --------------------------- |
| 1882      | Mons                  | Emile Van Berendonck        |                        |                             |
| 1883      | non-disputé           | non-disputé                 | non-disputé            | non-disputé                 |
| 1884      | Ostende               | Emile Sweron                | Émile De Beukelaer     |                             |
| 1885      | Anvers                | Émile De Beukelaer          | Huwart                 |                             |
| 1886      | Anvers                | Émile De Beukelaer          |                        |                             |
| 1887      | Ostende               | Ernest Goethals             |                        |                             |
| 1888      | Liège                 | Léon Lhoest (nl)            |                        |                             |
| 1889      | Courtrai              | Léon Lhoest (nl)            |                        |                             |
| 1890      | Bastogne              | Georges Choisy              | Joseph Sklin           | Robert Protin               |
| 1891      | Barvaux-Melreux       | Georges Van Oolen (ca)      | Louis Rasquinet (nl)   | Léon Van Calck              |
| 1892      | Barvaux-Melreux       | Louis Gehenniaux            | Léon Houa              | Georges Dormal              |
| 1893      | Neerpelt              | Léon Houa                   |                        |                             |
| 1894      | Smeermaas (nl)        | Henri Luyten                | Georges Van Oolen (ca) | Stendel                     |
| 1895-1901 | non-disputés          | non-disputés                | non-disputés           | non-disputés                |
| 1902      |                       | Émile Lombard               |                        |                             |
| 1903      |                       | Servais Touissant           |                        |                             |
| 1904      |                       | J. Orban                    |                        |                             |
| 1905      |                       | Servais Toussaint           | Armand Pirlot          | Alphonse Van Hout           |
| 1906-1907 | non-disputés          | non-disputés                | non-disputés           | non-disputés                |
| 1908      |                       | Alois Verstraeten (en)      |                        |                             |
| 1909      |                       | François Dubois             |                        |                             |
| 1910      |                       | Jacques Coomans             |                        |                             |
| 1911      |                       | J. Sel                      |                        |                             |
| 1912      |                       | L. Van Cauter               |                        |                             |
| 1913      |                       | Frédéric Parmentier         | Jean Patou             | L. Van Koeckhoven           |
| 1914-1918 | non-disputés          | non-disputés                | non-disputés           | non-disputés                |
| 1919      | Bruxelles             | Albert Debunne              | Henri Wynsdau          | Henri George                |
| 1920      |                       | Henri Wynsdau               | Albert Debunne         | Charles Van Doorslaer       |
| 1921      |                       | Charles Van Doorslaer       | Henri George           | Ferd. Lintermans            |
| 1922      |                       | Henri Hoevenaers            | Louis De Roover        | Charles Van Doorslaer       |
| 1923      |                       | Henri Hoevenaers            | Alphonse Decat         | Fernand Saivé               |
| 1924      |                       | Henri Hoevenaers            | Fernand Saivé          | Jean-François De Buyst      |
| 1925      |                       | Henri Hoevenaers            | Jules Verbist          | Jean-François De Buyst      |
| 1926      |                       | Marcel Cloquet              | Jean Aerts             | Ferd. Lintermans            |
| 1927      |                       | Jean Aerts                  | Jean Chaerels          | André Verstraeten           |
| 1928      |                       | Jean Aerts                  | Jean Chaerels          | André Verstraeten           |
| 1929      |                       | Albert Muylle               | Leo Van der Meersch    | Pierre Houdé                |
| 1930      |                       | Leo Van der Meersch         | Maurice Parmentier     | And. Lismont                |
| 1931      |                       | Jean Minsart                | Louis Van der Borght   | Josse Broeders              |
| 1932      |                       | Luc Poffe                   | Henri Van der Stee     | Henri Roggemans             |
| 1933      |                       | Jef Lowagie                 | Pierre Houdé           | Lucien Poffé                |
| 1934      |                       | Pierre Houdé                | Jef Lowagie            | Jean Lodewijck              |
| 1935      |                       | Jean-François Van Der Motte | Louis Dehogne          | Pierre Houdé                |
| 1936      |                       | Armand Putzeyse             | Auguste Garrebeek      | Jean-François Van Der Motte |
| 1937      |                       | Auguste Deleeuw             | Raymond Debroux        | Geo. Berckmans              |
| 1938      |                       | Jacques Geus                | Omer Tack              | Jean-François Van Der Motte |
| 1939      |                       | Jacques Geus                | Willy Parmentier       | Jean-François Van Der Motte |
| 1940      | non-disputé           | non-disputé                 | non-disputé            | non-disputé                 |
| 1941      |                       | Irené De Keyser             | Henri Regenmortels     | And. Parmentier             |
| 1942      |                       | Marcel Boumon               | Karel Terryn           | Albert Defrez               |
| 1943-1944 | non-disputés          | non-disputés                | non-disputés           | non-disputés                |
| 1945      |                       | Henri Van Hole              | Maurice Christiaens    | Van Hoeymissen              |
| 1946      |                       | Henri Van Kerckhove         | Luc Buysse             | Herman Gardier              |
| 1947      | Bourg-Léopold         | Frans Gielen                | Roger Decock           | Alfons Van den Brande (nl)  |
| 1948      | Biesme                | Lode Wouters                | Liévin Lerno (nl)      | Théodore Lossie             |
| 1949      | Wetteren              | Léon De Lathouwer           | René Daelman           | Karel Loomans               |
| 1950      | Velaine               | Martin Van Geneugden        | Jozef Schils           | Roger Wyckstand             |
| 1951      | Zingem                | Marcel Janssens             | José Pauwels           | Jan Zagers                  |
| 1952      |                       | Rik Van Looy                | Georges Decraeye (nl)  | Noël Malfait                |
| 1953      | Deerlijk              | Rik Van Looy                | Emiel Van Cauter       | Adhemar De Blaere           |
| 1954      | Anvers                | Julien Schepens             | Gabriel Borra          | Gentiel Saelens             |
| 1955      | Anvers                | Gentiel Saelens             | Maurice Meuleman       | Aimé Van Avermaet           |
| 1956      | Landen                | Alfons Hermans              | Roger Baudechon        | Norbert Verougstraete (nl)  |
| 1957      | Saint-Trond           | Clément Roman               | Marcel Sleeuwaert      | Julien Gekière              |
| 1958      | Saint-Hubert          | Constant De Keyser          | Valère Paulissen (de)  | Émile Daems                 |
| 1959      | Meux                  | Herman Cornelis (de)        | Albert Covens          | Georges Van Maeckelberghe   |
| 1960      | Kruishoutem           | Joseph Geurts (nl)          | Jan Desmet             | Romain Malfait              |
| 1961      | Rhode-Saint-Genèse    | Frans Melckenbeeck          | Constant Jongen        | Remi De Bruycker            |
| 1962      | Harelbeke             | Julien Stevens              | Marcel Vandenbossche   | Edward Sels                 |
| 1963      | Flobecq               | Albert Van Vlierberghe      | Noël De Pauw           | Mathieu Maes (en)           |
| 1964      | Pulle                 | Jos Boons                   | Leopold Lemmens        | Armand Geens                |
| 1965      | Aubel                 | Eddy De Sitter (de)         | Louis Van den Broeck   | Willy In 't Ven             |
| 1966      | Zolder                | Jean-Marie Gorez (de)       | Eddy Van Audenaerde    | Raymond Steegmans           |
| 1967      | Nieuwerkerken         | Valère Van Sweevelt         | Jean-Pierre Monseré    | Roger De Vlaeminck          |
| 1968      | Mettet                | Noël Vantyghem              | Jean-Pierre Monseré    | Rony Schoep                 |
| 1969      |                       | Raf Hooyberghs (nl)         | Jean-Pierre Monseré    | Frans Kerremans             |
| 1970      | Waregem               | Victor Peeters              | Tony Gakens (ca)       | Willy Teirlinck             |
| 1971      | Nandrin               | Freddy Maertens             | Ludo Van Staeyen       | Ludovic Noels               |
| 1972      | Renaix                | Lucien De Brauwere          | Louis Verreydt         | Johan Hendrickx             |
| 1973      | Yvoir                 | Leopold Verboven            | Pol Lannoo             | Georges Bortels             |
| 1974      | Tournai               | Jean-Luc Vandenbroucke      | Luc Leman              | Raphael Constant            |
| 1975      | Lembecq               | Pol Verschuere              | Patrick Lefevere       | Paul Wellens                |
| 1976      | Yvoir                 | Eddy Schepers               | Marc Dierickx          | Pierre Sonnet               |
| 1977      | Bavikhove             | Daniel Willems              | Frank Hoste            | Claude Criquielion          |
| 1978      | Momignies             | Fons De Wolf                | Daniel Willems         | Ronald Delen                |
| 1979      | Arendonk              | Eddy Van Hoof               | Gerrit Van Gestel (nl) | Etienne De Wilde            |
| 1980      | Nandrin               | Jean-Marie Wampers          | Guy Janiszewski        | Patrick Vermeulen (en)      |
| 1981      | Genk                  | Marc Sergeant               | Eric Lamers            | Patrick Hermans             |
| 1982      | Aye                   | Francis Vermaelen           | Rudy Rogiers           | Patrick Cocquyt             |
| 1983      | Marchovelette         | Rudy Dexters                | Herman Frison          | Filip Cottenies             |
| 1984      |                       | Johan Capiot                | Willem Wijnant         | Guido Verdeyen              |
| 1985      | Roosdaal              | Geert Van de Walle (nl)     | Frank Van de Vijver    | Geert D'Hondt               |
| 1986      | Oostnieuwkerke        | Chris Scharmin              | Ludwig Willems         | Frank Pattyn                |
| 1987      | Kluisbergen           | Danny Lippens               | Jean-Marie Vernie      | Johan Pauwels               |
| 1988      |                       | Luc Van de Vel              | Patrick De Wael        | Johnny Dauwe                |
| 1989      | Thimister             | Johan Remels                | Peter Hoydonckx        | Tony De Ridder              |
| 1990      | Couvin                | Wilfried Nelissen           | Johan Remels           | Wim Vervoort                |
| 1991      | Halen                 | Peter Van Petegem           | Wim Vervoort           | Stéphane Hennebert          |
| 1992      |                       | Wim Omloop                  | Carl Roes              | Bart Heirewegh              |
| 1993      |                       | Carl Roes                   | Paul Van Hyfte         | Kurt Van de Wouwer          |
| 1994      | Zomergem              | Mario Moermans              | Carl Roes              | Eric Torfs                  |
| 1995      | Wuustwezel            | Steven Van Aken             | Dennis Moons           | Danny In 't Ven             |
| 1996      | Rochefort             | Benjamin Van Itterbeeck     | Steven Van Aken        | Danny In 't Ven             |
| 1997      | Tielt                 | Danny In 't Ven             | Peter Van Hoof         | Rik Coppens                 |
| 1998      | Frasnes-lez-Anvaing   | Dennis Moons                | Peter Van Hoof         | Thierry Masschelein         |
| 1999      |                       | Marc Patry                  | Geoffrey Demeyere      | Marc Chanoine               |
| 2000      |                       | Kenneth Mercken (nl)        | Marc Goetschalckx      | Christophe Stevens          |
| 2001      | Tessenderlo           | Jarno Vanfrachem            | Christophe Stevens     | Peter Schoonjans            |
| 2002      | Genk                  | Bart Heirewegh              | Gino De Weirdt         | Eric Torfs                  |
| 2003      | Beveren               | Jarno Vanfrachem            | Nico Mestdagh          | Peter Schoonjans            |
| 2004      | Momignies             | Jurgen Vermeersch (nl)      | Nico Kuypers           | Geert Steurs                |
| 2005      | Tamise                | Gert Vanderaerden           | Nico Verhoeven         | David Vanhove               |
| 2006      | Charleroi             | Kristof De Zutter           | Geoffrey Demeyere      | Dries Devenyns              |
| 2007      | Laerne                | Tony Bracke                 | Mario Willems          | Nico Verhoeven              |
| 2008      | La Roche-en-Ardenne   | Davy Commeyne               | Joeri Calleeuw         | Kurt Van Goidshoven         |
| 2009      | Binche                | Nico Kuypers                | Jan Kuyckx             | David Geldhof               |
| 2010      | Hooglede              | Rob Goris                   | Kurt Geysen            | Joeri Calleeuw              |
| 2011      | Geel                  | Joeri Calleeuw              | Dries Depoorter        | Kevin Neirynck              |
| 2012      | Wielsbeke             | Timothy Dupont              | Nick Mertens           | Timothy Stevens             |
| 2013      | Lommel                | Jérôme Baugnies             | Stig Broeckx           | Robin Stenuit               |
| 2014      | Tervuren              | Joeri Calleeuw              | Timothy Stevens        | Jori Van Steenberghen       |
| 2015      | Lacs de l'Eau d'Heure | Joeri Stallaert             | Jori Van Steenberghen  | Timothy Stevens             |
| 2016      | Stabroek              | Dries De Bondt              | Jimmy Janssens         | Dimitri Peyskens            |
| 2017      | Stabroek              | Stijn De Bock               | Jens Moens             | Dieter Bouvry               |
| 2018      | Stabroek              | Rutger Wouters              | Jonas Goeman           | Dries Verstrepen            |
| 2019      | Habay-la-Neuve        | Jelle Mannaerts             | Brecht Stas            | Sten Van Gucht              |
| 2020      | Lokeren               | Stijn Siemons               | Timothy Stevens        | Benjamin Verraes            |
| 2021      | Bertem                | Tom Timmermans              | Kobe Vanoverschelde    | Wesley Van Dyck             |
| 2022      | Hautem-Saint-Liévin   | Vince Gerits                | Niels De Rooze         | Wesley Van Dyck             |
| 2023      | Putte                 | Jari Verstraeten            | Maarten Verheyen       | Rutger Wouters              |
| 2024      | Brasschaat            | Elias Van Breussegem        | Sven Noels             | Jonas Volkaert              |
| 2025      | Rollegem              | Elias Van Breussegem        | Jarno Bellens          | Gil D'Heygere               |

Multi-titrés
- 4 : Henri Hoevenaers
- 2 : Rik Van Looy, Émile De Beukelaer, Jean Aerts, Jacques Geus, Joeri Calleeuw, Jarno Vanfrachem, Léon Lhoest (nl), Servais Touissant

### Podiums du contre-la-montre
| Année     | Champion               | Deuxième             | Troisième             |
| --------- | ---------------------- | -------------------- | --------------------- |
| 1988      | Dany Dusausoit         | Peter Verbeken       | Thierry Bock (nl)     |
| 1989      | Pierre Herinne (nl)    | Bart Leysen          | Johan Verstrepen      |
| 1990      | Danny In 't Ven        | Michel Cargnello     | Franky De Buyst       |
| 1991      | Danny In 't Ven        | Cedric Van Lommel    | Pierre Herinne (nl)   |
| 1992      | Nico Mattan            | Stefan Sels          | Marc Streel           |
| 1993      | Nico Mattan            | Stefan Sels          | Wim Vansevenant       |
| 1994      | Gunther De Winne       | Anthon Vermaerke     | Glenn D'Hollander     |
| 1995      | Renaud Boxus           | Chris Deckers        | Anthon Vermaerke      |
| 1996      | Bert Roesems           | Chris Deckers        | Renaud Boxus          |
| 1997-1999 | Non-disputés           | Non-disputés         | Non-disputés          |
| 2000      | Geert Verdeyen         | Georg Van Oudenhove  | Joseph Boulton        |
| 2001      | Chris Deckers          | Stefaan Vermeersch   | Geert Verdeyen        |
| 2002      | Geert Verdeyen         | Renaud Boxus         |                       |
| 2003      | Chris Deckers          | Christophe Bracke    | Joseph Boulton        |
| 2004      | Joseph Boulton         | Christophe Bracke    | Tom Stubbe            |
| 2005      | Marc Streel            | Christophe Bracke    | Pieter Duyck          |
| 2006      | Dries Devenyns         | Marc Streel          | Tony Bracke           |
| 2007      | Bart Laeremans         | Kevyn Ista           | Steven Thijs          |
| 2008      | Steven Thijs           | Marc Streel          | Nico Kuypers          |
| 2009      | Steven Thys            | Joeri Calleeuw       | Nico Kuypers          |
| 2010      | Thomas Degand          | Ludovic Mottet       | Joeri Calleeuw        |
| 2011      | Sander Cordeel         | Benjamin Verraes     | Kess Heytens          |
| 2012      | Laurent Vanden Bak     | Benjamin Verraes     | Jérôme Giaux          |
| 2013      | Jean-Michel Comminette | Christophe Sleurs    | Dimitri Claeys        |
| 2014      | Benjamin Verraes       | Kurt Geysen          | Sander Cordeel        |
| 2015      | Frederik Frison        | Jimmy Janssens       | Kurt Geysen           |
| 2016      | Elias Van Breussegem   | Kevin De Jonghe      | David Boucher         |
| 2017      | David Boucher          | Kevin De Jonghe      | Gianni Marchand       |
| 2018      | Benjamin Verraes       | Sander Elen          | Julien Van den Brande |
| 2019      | Kurt Geysen            | Rutger Wouters       | Benjamin Verraes      |
| 2020      | Rutger Wouters         | David Boucher        | Benjamin Verraes      |
| 2021      | Guillaume Seye         | Rutger Wouters       | David Boucher         |
| 2022      | Guillaume Seye         | Jari Verstraeten     | Rutger Wouters        |
| 2023      | Elias Van Breussegem   | Guillaume Seye       | Jari Verstraeten      |
| 2024      | Rutger Wouters         | Elias Van Breussegem | Guillaume Seye        |
| 2025      | Elias Van Breussegem   | Kamiel Notebaert     | Sten Van Gucht        |

Multi-titrés
- 2 : Danny In 't Ven, Nico Mattan, Geert Verdeyen, Chris Deckers, Steven Thijs, Benjamin Verraes, Guillaume Seye, Rutger Wouters

## Espoirs Hommes

### Podiums de la course en ligne
| Année | Champion               | Deuxième           | Troisième               |
| ----- | ---------------------- | ------------------ | ----------------------- |
| 1996  | Rolf Verhaegen         | Koen Das           | Dave Bruylandts         |
| 1997  | Jurgen Vermeersch (nl) | Dirk D'Haemers     | Bert De Waele           |
| 1998  | Sven Spoormakers       | Dave Bruylandts    | Koen Van de Velde       |
| 1999  | Andy Cappelle          | Bjorn Leukemans    | Jehudi Schoonacker      |
| 2000  | Andy Cappelle          | Tom Boonen         | Ludovic Draux           |
| 2001  | Tom Boonen             | Dimitri De Fauw    | Kevin Van der Slagmolen |
| 2002  | Nick Nuyens            | Philippe Gilbert   | Bart Dockx              |
| 2003  | Koen Barbé             | Jonathan Henrion   | Kristof De Zutter       |
| 2004  | Maarten Wynants        | Jean-Paul Simon    | Pieter Duyck            |
| 2005  | Dries Devenyns         | Lars Croket        | Maxime Vantomme         |
| 2006  | Greg Van Avermaet      | Jérôme Giaux       | Pieter Vanspeybrouck    |
| 2007  | Pieter Muys            | Klaas Lodewyck     | Bjorn Coomans           |
| 2008  | Dimitri Claeys         | Jérôme Baugnies    | Jan Bakelants           |
| 2009  | Dimitri Claeys         | Walt De Winter     | Sven Vandousselaere     |
| 2010  | Laurens De Vreese      | Yannick Eijssen    | Jochen Vankerckhoven    |
| 2011  | Tim Declercq           | Sander Helven      | Eliot Lietaer           |
| 2012  | Jorne Carolus          | Tim De Troyer      | Roy Jans                |
| 2013  | Jens Wallays           | Maarten Craeghs    | Frederik Frison         |
| 2014  | Jef Van Meirhaeghe     | Bert Van Lerberghe | Jelle Donders           |
| 2015  | Nathan Van Hooydonck   | Jenthe Biermans    | Michael Cools           |
| 2016  | Joachim Vanreyten      | Enzo Wouters       | Alexander Geuens        |
| 2017  | Jordi Van Dingenen     | Franklin Six       | Stan Dewulf             |
| 2018  | Gerben Thijssen        | Jens Reynders      | Tom Verhaegen           |
| 2019  | Florian Vermeersch     | Gilles De Wilde    | Sébastien Grignard      |
| 2020  | Jordi Meeus            | Arne Marit         | Simon Dehairs           |
| 2021  | Maarten Verheyen       | Thibau Nys         | Lennert Van Eetvelt     |
| 2022  | Jarne Van de Paar      | Axel De Kinder     | Alex Vandenbulcke       |
| 2023  | Simon Dehairs          | Floris Van Tricht  | Gianluca Pollefliet     |
| 2024  | Sente Sentjens         | Senne Hulsmans     | Tom Crabbe              |
| 2025  | Liam Van Bylen         | Sente Sentjens     | Joppe Heremans          |

Multi-titrés
- 2 : Andy Cappelle, Dimitri Claeys

### Podiums du contre-la-montre
| Année | Champion             | Deuxième              | Troisième                |
| ----- | -------------------- | --------------------- | ------------------------ |
| 1997  | Marc Chanoine        | Stijn De Peuter       | Laurent Caps             |
| 1998  | Davy Daniels         | Wesley Huvaere        | Steven Van Olmen         |
| 1999  | Jan Kuyckx           | Gert Steegmans        | Kurt Geysen              |
| 2000  | Jurgen Van Goolen    | Stijn Devolder        | Kevin Van Impe           |
| 2001  | Jurgen Van Goolen    | Gert Steegmans        | Sébastien Rosseler       |
| 2002  | Gert Steegmans       | Sébastien Rosseler    | Olivier Kaisen           |
| 2003  | Olivier Kaisen       | Jurgen Van den Broeck | Stefan Wijnands          |
| 2004  | Dominique Cornu      | Mario Ickx (de)       | Olivier Kaisen           |
| 2005  | Dominique Cornu      | Bart Vanheule         | Francis De Greef         |
| 2006  | Dominique Cornu      | Mario Ickx (de)       | Kristof Goddaert         |
| 2007  | Francis De Greef     | Jan Ghyselinck        | Kristof Goddaert         |
| 2008  | Jan Ghyselinck       | Ben Hermans           | Jonathan Dufrasne        |
| 2009  | Julien Vermote       | Jonathan Dufrasne     | Romain Zingle            |
| 2010  | Jonathan Breyne      | Hophra Gérard         | Guillaume Van Keirsbulck |
| 2011  | Kevin De Jonghe      | Maarten Vlasselaer    | Arthur Vanoverberghe     |
| 2012  | Yves Lampaert        | Frederik Frison       | David Desmecht           |
| 2013  | Victor Campenaerts   | Frederik Frison       | Edward Theuns            |
| 2014  | Elias Van Breussegem | Ruben Pols            | Tom Bosmans              |
| 2015  | Ruben Pols           | Nathan Van Hooydonck  | Aimé De Gendt            |
| 2016  | Nathan Van Hooydonck | Martin Palm           | Senne Leysen             |
| 2017  | Senne Leysen         | Brent Van Moer        | Steff Cras               |
| 2018  | Sasha Weemaes        | Guillaume Seye        | Harm Vanhoucke           |
| 2019  | Brent Van Moer       | Jasper De Plus        | Ilan Van Wilder          |
| 2021  | Lennert Van Eetvelt  | Arno Claeys           | Noah Vandenbranden       |
| 2022  | Alec Segaert         | Jonathan Vervenne     | Lennert Van Eetvelt      |
| 2023  | Jonathan Vervenne    | Robin Orins           | Victor Vercouillie       |
| 2024  | Robin Orins          | Ferre Geeraerts       | Steffen De Schuyteneer   |
| 2025  | Jonathan Vervenne    | Matisse Van Kerckhove | Ferre Geeraerts          |

Multi-titrés
- 3 : Dominique Cornu
- 2 : Jurgen Van Goolen, Jonathan Vervenne

## Espoirs Femmes

### Podiums du contre-la-montre
| Année | Championne       | Deuxième          | Troisième             |
| ----- | ---------------- | ----------------- | --------------------- |
| 2017  | Lotte Kopecky    | Nathalie Bex      | Saartje Vandenbroucke |
| 2018  | Nathalie Bex     | Alana Castrique   | Noa Selosse           |
| 2019  | Alana Castrique  | Britt Knaven      | Nathalie Bex          |
| 2021  | Shari Bossuyt    | Julie De Wilde    | Alana Castrique       |
| 2022  | Britt Knaven     | Elena Debouck     | Eefje Brandt          |
| 2023  | Febe Jooris      | Marthe Goossens   | Sterre Vervloet       |
| 2024  | Febe Jooris      | Xaydée Van Sinaey | Eefje Brandt          |
| 2025  | Luca Vierstraete | Emma Siegers      | Febe Jooris           |

## Juniors Hommes

### Podiums de la course en ligne
Lorsque le championnat est organisé pour la première fois en 1926, seuls les coureurs de 19 à 22 ans sont autorisés à participer. Le championnat s'arrête en 1946. La fédération belge de cyclisme a toutefois repris ce championnat à partir de 1965 et l'a réservé aux cyclistes de 17 et 18 ans.
| Année | Lieu                  | Champion               | Deuxième               | Troisième             |
| ----- | --------------------- | ---------------------- | ---------------------- | --------------------- |
| 1926  |                       | Gérard Loncke          | Maurice Raes           | Arthur Lievens        |
| 1927  |                       | Edouard Gossiaux       | Gommaar Haesendonck    | C. Boone              |
| 1928  |                       | René Malbrecq          | Constant Struyven      | Henri Decroix         |
| 1929  |                       | Alfons Kindt           | Alfons Ghesquière      | Léon Tommies          |
| 1930  |                       | Jan-Jozef Horemans     | Jozef Horemans         | François Adam         |
| 1931  |                       | Alfons Corthout (ca)   | Constant Huys          | Joseph Moerenhout     |
| 1932  |                       | Marcel Van Schil (nl)  | Camiel Michielsen (it) | Jozef Loopmans        |
| 1933  |                       | Marcel Kint            | Frans Spiessens        | Jozef Palmans         |
| 1934  |                       | Albert Decock          | Emile Van Acker        | Adolphe Braeckeveldt  |
| 1935  |                       | Eugène Bertrand        | Albert Beirnaert (nl)  | Johan Verschaelken    |
| 1936  |                       | Albert Ritserveldt     | Martin Van den Broeck  | Karel Thijs           |
| 1937  |                       | Eugène Kiewiet         | August Vandenbroeck    | Léon Declercq         |
| 1938  |                       | Julien Douws           | Hector Bruneel         | Adolphe Vandenbossche |
| 1939  |                       | Gustaaf Van Overloop   | Jozef Wuytack          | Désiré Keteleer       |
| 1941  |                       | André Pieters          | Willy Schatteman       | Jules Depoorter       |
| 1942  |                       | Valère Ollivier        | Henri Regenmortels     | Albert Desmet         |
| 1943  |                       | Marcel Rijckaert       | Karel De Baere         | Arthur Mommenrency    |
| 1945  | Moen                  | Jan Laroye             | Gaston De Wachter      | Leopold Verhaegen     |
| 1946  |                       | André Rosseel          | Rik Schaekels          | Maurice Blomme        |
| 1965  | Herentals             | Alfons Scheys          | Ronald De Witte        | Pierre Robberecht     |
| 1966  | Mettet                | Jean Lindekens         | Jean-Pierre Monseré    | Tony Gakens (pl)      |
| 1967  |                       | Eric Vermeeren         | Jozef Abelshausen      | Georges Claes         |
| 1968  |                       | Rik Van Linden         | Georges Claes          | Jozef Abelshausen     |
| 1969  |                       | Luc Pels               | Christian Debuysschere | Johnny Soenens        |
| 1970  |                       | Karel Sels             | Gustaaf Hermans        | André Coppers         |
| 1971  |                       | Walter Naegels         | Pol Lannoo             | Marc Keiser           |
| 1972  | Haecht                | Dirk Ongenae           | Ronan De Meyer (nl)    | Wim Myngheer          |
| 1973  |                       | Emiel De Haes (nl)     | Rudy De Bie            | René Van Gils         |
| 1974  |                       | Dirk Roose             | Guido Van Calster      | Cornelis Curvers      |
| 1975  |                       | John De Croock         | Rudolphe Van Baal      | Ronny Leemans         |
| 1976  | Waarschoot            | Marc Haverhals         | Paul Mathees           | Rudy De Clercq        |
| 1977  | Bocholt               | Eddy Planckaert        | Michel Geelen          | Kurt Dockx (nl)       |
| 1978  |                       | Eric Borra             | Erwin Marivoet         | Luc Meersman          |
| 1979  | Bavikhove             | Danny Van Baelen       | Guy Van Dijck          | Tony Depreter         |
| 1980  |                       | Edwin De Langhe        | Frans Rectem           | Marc Somers           |
| 1981  |                       | Carlo Bomans           | Dirk Van Verre         | Koen Van Rooy         |
| 1982  |                       | Dirk Van Verre         | Geert Crauwels         | Ronny Vlassaks (nl)   |
| 1983  | Herenthout            | Geert Sinoy            | Jozef Nuyens           | Peter Huyghe          |
| 1984  |                       | Edwig Van Hooydonck    | Chris Van Dijck        | Sammie Moreels        |
| 1985  |                       | Johan Masset           | Geert Roose            | Noël Szostek          |
| 1986  | Hoeselt               | Peter Hooydonck        | Wim Sels               | Johan Verstrepen      |
| 1987  |                       | Daniel Van Steenbergen | Marc Wauters           | Didier Priem          |
| 1988  |                       | Chris Peers            | Peter Van Petegem      | Johan Huyghen         |
| 1989  | Merchtem              | Tom Steels             | Wim Omloop             | Franky Van Poucke     |
| 1990  |                       | Paul Van Hyfte         | Koen Deschuytter       | Gerdy Goessens        |
| 1991  |                       | Yvan Segers            | Johan Leuse            | Hendrik Van Dijck     |
| 1992  | Halanzy               | Frank Vandenbroucke    | Geert Verdeyen         | Hendrik Van Dijck     |
| 1993  | Opbrakel              | Dirk D'Haemers         | Gunther Stockx         | Roméo Hernandez       |
| 1994  |                       | Kristof Trouvé (en)    | Chris Pollin           | Steve Lemmens         |
| 1995  |                       | Jurgen Van de Walle    | Michel Van Opdenbosch  | Cédric Decock         |
| 1996  |                       | Kevin Proost           | Stijn Devolder         | Jehudi Schoonacker    |
| 1997  | Gingelom              | Stijn Devolder         | Pierre Delvaux         | John Pagnaer          |
| 1998  |                       | Kevin D'Haese          | Karel Bontinck         | Kevin De Croock       |
| 1999  | Halle                 | Steven Vanden Bussche  | Joris Custers          | Kurt Dierickx         |
| 2000  |                       | Wim De Vocht           | Kevin Neirynck         | Mirando Dumoulin      |
| 2001  |                       | Kristof De Beule       | Dieter Cappelle (nl)   | Anthony Lanssens      |
| 2002  | Willebroeck           | Jürgen Roelandts       | Simon Collard          | Kevin Pauwels         |
| 2003  | Merchtem              | Dries Van der Ginst    | Simon Collard          | Michiel Van Aelbroeck |
| 2004  | Eeklo                 | Angelo Ververken       | Philippe Pratte        | Steven Dierickx       |
| 2005  | Willebroeck           | Kevin Van Melsen       | Yves De Wilde          | Kurt De Vroede        |
| 2006  | Liedekerke            | Ward Vandekerckhove    | Sam Maertens           | Jan Ghyselinck        |
| 2007  | Zemst                 | Jens Debusschere       | Jarl Salomein          | Julien Paquet         |
| 2008  | Tamise                | Arthur Vanoverberghe   | Jeffrey Herrebaut      | Zico Waeytens         |
| 2009  | Hooglede              | Joaquim Durant         | Ludwig Verstraete      | Hannes Depraetere     |
| 2010  | Geel                  | Jasper De Buyst        | Ruben Geerinckx        | Emiel Vermeulen       |
| 2011  | Wielsbeke             | Daan Myngheer          | Mike De Bie            | Brecht Ruyters        |
| 2012  | Heusden-Zolder        | Dries Van Gestel       | Nathan Van Hooydonck   | Cédric Verbeken       |
| 2013  | Vossem                | Jenthe Biermans        | Dieter Verwilst        | Piet Allegaert        |
| 2014  | Merelbeke             | Enzo Wouters           | Senne Leysen           | Dennis Delmotte       |
| 2015  | Libramont             | Bjorg Lambrecht        | Glen Van Nuffelen      | Stijn Goolaerts       |
| 2016  | Hooglede              | Sander De Pestel       | Stijn Demolder         | Aaron Dewachter       |
| 2017  | Oosterzele            | Sébastien Grignard     | Loran Cassaert         | Robin Radoux          |
| 2018  | Lacs de l'Eau d'Heure | Remco Evenepoel        | Vito Braet             | Joren Thys            |
| 2019  | Anzegem               | Arnaud De Lie          | Simon Dehairs          | Lars Van Ryckeghem    |
| 2020  | Coxyde                | Dries De Pooter        | Ramses Debruyne        | Siebe Deweirdt        |
| 2021  | Herzele               | Jakov Beirlaen         | Michiel Lambrecht      | Maxim Delrue          |
| 2022  | Moorslede             | Gauthier Servranckx    | Kamiel Eeman           | Yarno Van Herck       |
| 2023  | Brasschaat            | Jarno Widar            | Niels Driesen          | Mauro Cuylits         |
| 2024  | Coxyde                | Matijs Van Strijthem   | Jasper Schoofs         | Aldo Taillieu         |
| 2025  | Hoogstraten           | Mathias De Keersmaeker | Witse Bertels          | Mauro Keppens         |

### Podiums du contre-la-montre
| Année | Lieu                | Champion             | Deuxième              | Troisième              |
| ----- | ------------------- | -------------------- | --------------------- | ---------------------- |
| 1986  |                     | Danny In 't Ven      | Bart Leysen           | Marc Wauters           |
| 1987  |                     | Marc Wauters         | Pascal De Smul (nl)   | Glenn Huybrechts       |
| 1988  |                     |                      |                       |                        |
| 1989  |                     | Stefan Sels          | Gunther De Winne      | Paul Van Hyfte         |
| 1990  |                     | Cedric Van Lommel    | Paul Van Hyfte        | Humprey Goffin         |
| 1991  |                     | Anthon Vermaerke     | Mario Willems         | Renaud Boxus           |
| 1992  |                     | Glenn D'Hollander    | Rik Verbrugghe        | Sébastien Demarbaix    |
| 1993  |                     | Bart De Ceuster      | Tom Stremersch        | Roméo Hernandez        |
| 1994  |                     | Bart De Ceuster      | Steven Van Olmen      | Jurgen Van de Walle    |
| 1995  |                     | Leif Hoste           | Jurgen Van de Walle   | Steven Van Malderghem  |
| 1996  |                     | Rudy Meyvis          | Stijn Devolder        | Geert Van Humbeeck     |
| 1997  |                     | Jan Kuyckx           | Kurt Geysen           | Staf Scheirlinckx      |
| 1998  |                     | Gert Steegmans       | Jurgen Van Goolen     | Tom Boonen             |
| 1999  |                     | Kevin Van Impe       | Kevin De Weert        | Wouter Van Mechelen    |
| 2000  | Saint-Nicolas       | Kevin De Weert       | Wim De Vocht          | Jurgen Van den Broeck  |
| 2001  | Thourout            | Olivier Kaisen       | Anton Wauters         | Johan Peeters          |
| 2002  | Geel                | Mario Ickx (de)      | Gianni Meersman       | Jürgen Roelandts       |
| 2003  | Wachtebeke          | Dominique Cornu      | Michiel Van Aelbroeck | Jürgen Roelandts       |
| 2004  | Wachtebeke          | Ben Hermans          | Michiel Van Aelbroeck | Nikolas Maes           |
| 2005  | Halle               | Jan Ghyselinck       | Kevin Crabbé          | Sam Maertens           |
| 2006  | Wachtebeke          | Jan Ghyselinck       | Sven Nooytens         | Julien Vermote         |
| 2007  | Maldegem            | Matthias Allegaert   | Yannick Wellens       | Alphonse Vermote       |
| 2008  | Mouscron            | Arthur Vanoverberghe | Kevin De Jonghe       | Niels Reynvoet         |
| 2009  | Saint-Ghislain      | Kevin De Jonghe      | Niels Reynvoet        | Sean De Bie            |
| 2010  | Habay               | Frederik Frison      | Mike De Bie           | David Desmecht         |
| 2011  | Tervuren            | Jasper De Buyst      | Michael Goolaerts     | Boris Vallée           |
| 2012  | ?                   | Aimé De Gendt        | Dries Van Gestel      | Tiesj Benoot           |
| 2013  | Maldegem            | Igor Decraene        | Brent Luyckx          | Nathan Van Hooydonck   |
| 2014  | Neerpelt            | Igor Decraene        | Senne Leysen          | Martin Palm            |
| 2015  | Overpelt            | Jasper Philipsen     | Glenn Loenders        | Tom Douhard            |
| 2016  | Borlo               | Jasper Philipsen     | Tom Douhard           | Torsten Demeyere       |
| 2017  | Anzegem             | Sébastien Grignard   | Loran Cassaert        | Ward Vanhoof           |
| 2018  | Vresse-sur-Semois   | Remco Evenepoel      | Ilan Van Wilder       | Milan Paulus           |
| 2019  | Hautem-Saint-Liévin | Lars Van Ryckeghem   | Milan Paulus          | Ramses Debruyne        |
| 2021  | Coxyde              | Cian Uijtdebroeks    | Alec Segaert          | Jonathan Vervenne      |
| 2022  | Gavere              | Duarte Marivoet      | Jens Verbrugghe       | Yarno Van Herck        |
| 2023  | Waregem             | Duarte Marivoet      | Jasper Schoofs        | Steffen De Schuyteneer |
| 2024  | Grammont            | Aldo Taillieu        | Jasper Schoofs        | Matisse Van Kerckhove  |
| 2025  | Heusden-Zolder      | Seff Van Kerckhove   | Jerome Raus           | Rune Boden             |

Multi-titrés
- 2 : Jasper Philipsen, Jan Ghyselinck, Bart De Ceuster, Igor Decraene, Duarte Marivoet

## Débutants Hommes

### Podiums de la course en ligne
De 1928 à 1965, la catégorie débutante était ouverte aux cyclistes âgés de 16 à 18 ans. En raison de quelques changements dans les catégories d'âge, aucun championnat belge des débutants n'a eu lieu en 1965. À partir de 1966, la participation est réservée pour les jeunes de 15 et 16 ans. Depuis 2000, les nouveaux débutants, première année et deuxième année, concourent chacun dans leur propre championnat belge.
| Année     | Lieu               | Champion                 | Deuxième                   | Troisième                 |
| --------- | ------------------ | ------------------------ | -------------------------- | ------------------------- |
| 1929      |                    | Louis Roels              | Marcel Van Schil (nl)      | Clément Bombeek           |
| 1930      |                    | Karel Kaers              | Emile Van Hulst            | Kamiel Van den Driessche  |
| 1931      |                    | Gustave Danneels         | Frans De Paepe             | André Van Haelemeersch    |
| 1932      |                    | Albert De Weerdt         | René Pedroli               | Albert Vanderauwere       |
| 1933      | Denderwindeke      | Albert Ritserveldt       | Petrus De Vooght           | Jean Keymolen             |
| 1934      |                    | Albert Beirnaert (nl)    | Leon Troch                 | Charles Coppens           |
| 1935      | Jodoigne           | Martin Van den Broeck    | Vital Sneyders             | August Joseph Croes       |
| 1936      | Scheldewindeke     | Jozef Van Geel           | Achiel Bruneel             | Roland Happaerts          |
| 1937      |                    | Herman Vander Merken     | Joseph Daems               | Victor Caluwe             |
| 1938      | Merksem            | Georges D'Haese          | Gustaaf Mels               | Albert Van Laere          |
| 1939      | Harelbeke          | Jos Hackselmans          | Jozef Van Linden           | Georges Vermeire          |
| 1940      | Pas organisé       | Pas organisé             | Pas organisé               | Pas organisé              |
| 1941      | Hannut             | Marcel Rijckaert         | Rik Van Steenbergen        | Louis Saen                |
| 1942-1944 | Pas organisé       | Pas organisé             | Pas organisé               | Pas organisé              |
| 1945      | Namur              | Julien Plovie            | Raymond Van Avondt         | André De Bondt            |
| 1946      | Herentals          | Raoul Hoolants           | René Meeuwis               | Louis Feynaerts           |
| 1947      | Gaurain-Ramecroix  | Lionel Huyvaert          | Léon De Lathouwer          | Robert De Bal             |
| 1948      | Scheldewindeke     | Joseph Lefèvre           | Jos Schillebeeckx          | Léon Guimin               |
| 1949      | Gembloux           | Willem Vandebosch        | Leon Van Daele             | Frans Vermeiren           |
| 1950      | Helchteren         | Jules Van Holsbeke       | Constant Thielemans        | Frans Vandewaeter         |
| 1951      | Verviers           | Willy Vannitsen          | Frans Schoubben            | Norbert Stofferis         |
| 1952      | Wevelgem           | Frans Goossens           | Walter Redel               | Robert Lagast             |
| 1953      | Barvaux-sur-Ourthe | Julien Schepens          | Georges Dequesne           | Marcel Dejonckheere       |
| 1954      | Hoegaarden         | Valère Paulissen (de)    | Piet Vergeylen             | Richard Everaerts         |
| 1955      | Wasmuel            | René Baeyens             | Jaak De Boever             | Roger Vindevogel (de)     |
| 1956      | Turnhout           | Jozef Scherens           | Leo Van Looy               | Ferdinand Goethals        |
| 1957      | Gembloux           | Rafael De Cocker         | Jozef Possemiers           | René Huyghens             |
| 1958      | Scheldewindeke     | Robert Lelangue          | Benoni Beheyt              | Georges Van Coningsloo    |
| 1959      | Helchteren         | Martin Van Den Bossche   | Roger Cooreman             | Joseph Dhondt             |
| 1960      | Rotheux-Rimière    | Roger De Clercq          | Raoul Vanderrusten         | Theo Verschueren          |
| 1961      | Deerlijk           | Walter Remon             | Gustaaf Meylaers           | Rik Looze                 |
| 1962      | Libramont-Chevigny | Eddy Merckx              | Herman Van Loo             | Daniel De Hertogh         |
| 1963      | Rhode-Saint-Genèse | Robert Legein            | Jean-Marie Sohier          | Leopold Heuvelmans (nl)   |
| 1964      | Tertre             | Herman Vrijders          | René Deckers               | Berno Thoma               |
| 1965      | Pas organisé       | Pas organisé             | Pas organisé               | Pas organisé              |
| 1966      | Meerbeke           | Gustaaf Wens             | Marc Demeyer               | Luc Slenart               |
| 1967      | Helchteren         | Luc Duchamps             | Edward Veraa               | Daniel Moenaert           |
| 1968      | Tertre             | John Rottiers            | Norbert Boerewaartt        | Erik Van Lent             |
| 1969      | Ruddervoorde       | Karel Rottiers           | Jos Jacobs                 | Jozef Six                 |
| 1970      | Nandrin            | Edward Pels              | Dirk Ongenae               | Geert Malfait             |
| 1971      | Duffel             | Willy Wouters            | Eddy Van Puyenbroeck       | Wilfried De Greef         |
| 1972      | Jambes             | Hendrik Devos            | Jean-Philippe Vandenbrande | Christian Dumont          |
| 1973      | Lembecq            | Hugues Cosaert           | Jacques Neyens             | Roland Liboton            |
| 1974      | Aye                | Eddy Planckaert          | Carlo Derison              | Etienne De Wilde          |
| 1975      | Aspelare           | Eddy Planckaert          | Jan Nevens                 | Eddy Temmerman            |
| 1976      | Hasselt            | Eric Borra               | Marc Maertens              | Dirk Krikilion            |
| 1977      | Momignies          | Eric Vanderaerden        | Rudy Dhaenens              | Walter Lievens            |
| 1978      | Harelbeke          | Eric Vanderaerden        | Marc Hufkens               | Patrick Van Staeyen       |
| 1979      | Nandrin            | Didier Delvenne          | Ronny Van Sweevelt         | Erwin De Langhe           |
| 1980      | Nijlen             | Corneille Daems (it)     | Dirk Van Verre             | Danny Vanderaerden        |
| 1981      | Mettet             | Jerry Cooman             | Yves Verlinden             | Franky De Groote          |
| 1982      | Lembecq            | Marnik Vansevenant       | Bruno Bruyere (nl)         | Carl Vanhee               |
| 1983      | Aye                | Werner D'Hondt           | Yves Van Steenwinkel       | Philippe Huard            |
| 1984      | Sinay              | Luc Heuvelmans (nl)      | Werner Van Looveren        | Peter Pocket              |
| 1985      | Lummen             | Gerry Van Lierop         | Guy Verschueren            | Jan Sprangers             |
| 1986      | Momignies          | Wilfried Nelissen        | Serge Baguet               | Glenn Huybrechts          |
| 1987      | Izenberge          | Jo Planckaert            | Erwin Thijs                | Stany D'Hondt             |
| 1988      | Grand-Rechain      | Kurt Van de Wouwer       | Steven Verheven            | Koen Deschuytter          |
| 1989      | Herenthout         | Michel Stuut             | Yvan Segers                | Pascal Putton             |
| 1990      | Opwijk             | Hendrik Van Dijck        | Geert Omloop               | Erwin Bollen              |
| 1991      | Halanzy            | Frank Vandenbroucke      | Glenn D'Hollander          | Bart Willems              |
| 1992      | Buggenhout         | Bart De Ceuster          | Wesley Theunis             | Jurgen De Buysschere      |
| 1993      | Halen              | Sven Spoormakers         | Steven Van Malderghem      | Andy Michels              |
| 1994      | Binche             | Jurgen Sterckx           | Yoeri Beyens               | Andy Michels              |
| 1995      | Gits               | Joost Vanmeerhaeghe (nl) | Andy Cappelle              | Jérôme Jourdain           |
| 1996      | La Calamine        | Gert Steegmans           | Tom Boonen                 | Bart Vanhout              |
| 1997      | Willebroek         | Kjell Gryspeert          | Wouter Van Mechelen        | Sven Vanthourenhout       |
| 1998      | Hal                | Damien Suray             | Pieter Ghyllebert          | Francesco Planckaert (nl) |
| 1999      | Halen              | David Giancola           | Bert Demeulemeester        | Piet Casteleyn            |

Multi-titrés
- 2 : Eddy Planckaert, Eric Vanderaerden

### Podiums du contre-la-montre
Depuis 2015, les nouveaux débutants, première année et deuxième année, concourent chacun dans leur propre championnat belge.
| Année | Lieu                | Champion                 | Deuxième            | Troisième             |
| ----- | ------------------- | ------------------------ | ------------------- | --------------------- |
| 1997  | Brustem             | Sébastien Rosseler       | Wouter Van Mechelen | Frederik Pieters      |
| 1998  |                     | Kevin De Weert           | Wim Heyns           | Wim De Vocht          |
| 1999  | Saint-Nicolas       | Jurgen Van den Broeck    | David Giancola      | Anton Wouters         |
| 2000  | Saint-Nicolas       | Mario Ickx (de)          | Johan Peeters       | Lander Tytgat         |
| 2001  | Torhout             | Jürgen Roelandts         | Nikolas Maes        | Jelle Vanendert       |
| 2002  | Geel                | Nikolas Maes             | Jan Bakelants       | Michiel Van Aelbroeck |
| 2003  | Wachtebeke          | Thomas Seghers           | Stijn Joseph        | Kevin Crabbe          |
| 2004  | Wachtebeke          | Jan Ghyselinck           | Sven Nooytens       | David Piva            |
| 2005  | Hal                 | Jens Debusschere         | Tim Declercq        | Yannick Wellens       |
| 2006  | Wachtebeke          | Guillaume Van Keirsbulck | Julien Paquet       | Arthur Vanoverberghe  |
| 2007  | Maldeghem           | Guillaume Van Keirsbulck | Steven Giesberts    | Sean De Bie           |
| 2008  | Mouscron            | Jens Vandenbogaerde      | Jorne Carolus       | Mike De Bie           |
| 2009  | Saint-Ghislain      | Mike De Bie              | Jasper De Buyst     | Paco Ghistelinck      |
| 2010  | Habay-la-Neuve      | Joachim Vanreyten        | Otto Vergaerde      | Daan Hoeyberghs       |
| 2011  | Tervuren            | Nathan Van Hooydonck     | Jenthe Biermans     | Dieter Verwilst       |
| 2012  | Boussu-lez-Walcourt | Senne Leysen             | Jordi Warlop        | Igor Decraene         |
| 2013  | Maldeghem           | Sasha Weemaes            | Stan Dewulf         | Cédric Beullens       |
| 2014  | Hooglede            | Sasha Weemaes            | Jens Reynders       | Gerben Thijssen       |

Multi-titrés
- 2 : Guillaume Van Keirsbulck, Sasha Weemaes

## Indépendants Hommes
La catégorie « indépendants » a été créée en 1911 par la Royale ligue vélocipédique belge comme une étape obligatoire entre les amateurs et les professionnels. L'accès direct d'une catégorie à l'autre n'était possible que pour les meilleurs coureurs. Un championnat de Belgique pour la catégorie des indépendants est créé en 1911. Pendant la Seconde Guerre mondiale, il est remplacé par un championnat pour professionnels B. En 1966, la catégorie des indépendants est supprimée. Les coureurs qui s'y trouvaient disputent le championnat des « amateurs internationaux. »
| Année     | Lieu              | Champion                | Deuxième                 | Troisième                  |
| --------- | ----------------- | ----------------------- | ------------------------ | -------------------------- |
| 1911      | Bastogne          | Armand Lenoir           | Auguste Benoît           | René Anno                  |
| 1912      | [ 5 ]             | Alfons Lauwers          | Isidoor Méchant          | Émile Masson senior        |
| 1913      | Philippeville     | Herman Braine           | Léon Despontin           | Gilles Laubenthal          |
| 1914      | Dinant            | Armand Thewis           | René Vermandel           | Armand Lenoir              |
| 1915-1918 | non disputés      | non disputés            | non disputés             | non disputés               |
| 1919      | Ciney             | René Vermandel          | Fernand Sellier (en)     | Edmond Van Huynegem        |
| 1920      | Waterloo          | Joseph Marchand (en)    | Albert Jordens (en)      | Alfred De Busschere (en)   |
| 1921      | Micheroux         | Edmond Van Huyneghem    | Léon Martin              | Alfred De Busschere (en)   |
| 1922      | Spa               | Maurice Depauw          | Maurice De Waele         | Marcel Clausse             |
| 1923      | [ 5 ]             | Adelin Benoît           | Maurice Depauw           | Achille Vermandel          |
| 1924      | [ 5 ]             | Hector Martin           | Charles Mondelaers       | Jan Mertens                |
| 1925      | [ 5 ]             | Gustaaf Van Slembrouck  | André Verbist            | Pierre Everaerts           |
| 1926      | Ligny             | Dieudonné Smets         | Jos Siquet               | Omer Taverne               |
| 1927      | Péruwelz          | Libor Van de Velde      | Maurice Raes             | Marcel Houyoux             |
| 1928      | Huy               | Émile Joly              | Marcel Houyoux           | Gérard Desmet              |
| 1929      |                   | Georges Lemaire         | Odiel Van Eenooghe       | Gilbert Broeckaert         |
| 1930      |                   | Godfried De Vocht (de)  | Constant Dyzers          | Romain Gijssels            |
| 1931      | Dison             | Léon Louyet             | Polydore Goossens        | Fernand Cravillon          |
| 1932      | Huy               | Charles Mathieu         | Louis Willems            | Victor Cools               |
| 1933      | Dison             | Gustave Danneels        | Robert Monty             | Théo Herckenrath           |
| 1934      | Deinze            | Frans Spiessens         | Kamiel Van den Driessche | Cyriel Vandenberghe        |
| 1935      | Deinze            | Camille Muls (nl)       | Karel Tersago            | Marcel Kint                |
| 1936      | Ligny             | Corneel De Coster (nl)  | René Walschot            | Joseph Somers              |
| 1937      | Floreffe          | Albert Ritserveldt      | Albert Carrier           | Karel Van Stichelen        |
| 1938      | Jodoigne          | Achiel De Backer        | Albert Carrier           | Jef Onckelinx              |
| 1939      | Floreffe          | André Declerck          | Albert Coninckx          | Robert Degheit             |
| 1940      | Wilrijk           | Ward Peeters            | Edward Van Dyck          | Roger Cnockaert            |
| 1941-1944 | non disputés      | non disputés            | non disputés             | non disputés               |
| 1945      | Bruxelles         | Lucien Mathys (nl)      | Raymond De Smedt         | Émile Goutier              |
| 1946      | Bruxelles         | Lionel Vanbrabandt      | Florent Mathieu          | Raymond Impanis            |
| 1947      | Morkhoven         | Jan Verpeut             | Lode Anthonis            | Hilaire Couvreur           |
| 1948      | Deinze            | Charles Van Dormael     | Jean Bolly               | Joseph Verhaert (en)       |
| 1949      | Genk              | Robert Vanderstockt     | Leopold Verhaegen        | Roger Decock               |
| 1950      | Charleroi         | Jean Van Lancker        | Lucien Deman             | Maurice Joye               |
| 1951      | Tiegem            | Boudewijn Devos         | Jan De Valck             | Alfons Van den Brande (nl) |
| 1952      | Huy               | Jan De Valck            | Henri Denys              | Aloïs Deloor               |
| 1953      | Anvers            | Gustaaf Van Vaerenbergh | Julien Van den Branden   | Frans Schoubben            |
| 1954      | Grand-Leez        | Willy Truye             | Lucien Demunster         | Jozef Pansar               |
| 1955      | La Hulpe          | Roger Baens             | René Van Meenen          | Leopold Debusscher         |
| 1956      | Virton            | Julien Schepens         | Francis Kemplaire        | Raymond Vrancken (nl)      |
| 1957      | Zele              | Nico Lapage             | Henri Van den Bossche    | Jozef Janssens             |
| 1958      | Tongres           | Frans De Mulder         | Edward De Cauwer         | Roger Vindevogel           |
| 1959      | Templeuve         | Jan Palmans             | Émile Daems              | Henri De Wolf              |
| 1960      | Gits              | Gabriel Deloof          | Lode Troonbeeckx         | Kamiel Lamote              |
| 1961      | Hannut            | Joseph Wouters          | Joseph Geurts (nl)       | Antoon Declerck            |
| 1962      | Mortsel           | Roland Aper             | Jan Lauwers              | Frans Van Immerseel        |
| 1963      | Waret-la-Chaussée | Fernand Deferm          | Julien Haelterman (en)   | Theo Verschueren           |
| 1964      | Herent            | Mathieu Maes (de)       | Jan Nolmans              | Julien Van de Laer         |
| 1965      | Libramont         | Noël Van Clooster       | Herman Vrancken (nl)     | Jos Boons                  |

## Militaires Hommes
| Année     | Lieu              | Champion                | Deuxième                   | Troisième               |
| --------- | ----------------- | ----------------------- | -------------------------- | ----------------------- |
| 1929      |                   | Godefried De Vocht (nl) | Jacques Boone              |                         |
| 1930      |                   | Karel Van Keer          | Ch. Mathys                 | E. Bryssinckx           |
| 1931      |                   | Leo De Ryck             | Louis Duerloo              | Mee Clarysse            |
| 1932      |                   | Théo Herckenrath        | Jules Kneepkens            | Jean Minsart            |
| 1933      |                   | Joseph Huts             | Lode Janssens (nl)         | Albert Beckaert         |
| 1934      |                   | Willy Michaux           | R. Van Thillo              | Herman Van den Wyngaert |
| 1935      |                   | Lambert Janssens        | Adelin Van Simaeys         | Louis Logist            |
| 1936      |                   | Séraphin Tiquet         | J. Pintens                 | Louis Saeremans         |
| 1937      |                   | Max Harmand             | Marcel Termont             | Frans Matthys           |
| 1938      |                   | Karel Thijs             | Frans Van Hellemont (de)   | Jan De Voeght           |
| 1939      |                   | Alphonse Abeele         | Jozef De Schrijver         | Lormoy                  |
| 1940-1946 | Pas organisé      |                         |                            |                         |
| 1947      |                   | Maurice Blomme          | Frans Mommaerts            | Valeer Huyvaert         |
| 1948      |                   | Gabriel Sieuw           | Noë Pommelaere             | Eduard Van Ende         |
| 1949      | Bruxelles         | Léon De Lathouwer       | Léopold Degraeveleyn       | Hubert Maréchal         |
| 1950      | Bruxelles         | Germain Derycke         | Boudewijn Devos            | Raphaël Glorieux (de)   |
| 1951      | Bruxelles         | Jan Zagers              | Gérard Devogel             | Jozef Wouters           |
| 1952      | Bruxelles         | André Noyelle           | Roger Leenknecht           | René Van Meenen         |
| 1953      | Bruxelles         | Norbert Van Tieghem     | Albert Christiaens         | Jules Mans              |
| 1954      | Bruxelles         | Michel Van Aerde        | Norbert Van Tieghem        | Roger Baudechon         |
| 1955      | Bruxelles         | André Bar               | Oswald Declercq            | Roger Molenaers         |
| 1956      | Bruxelles         | Robert De Pauw          | Theo Dormaels              | Guillaume Demaer        |
| 1957      | Bruxelles         | Roger Vindevogel (de)   | Noël Sabbe                 | Romain Van Wynsberghe   |
| 1958      | Bruxelles         | Roger Coppens (nl)      | Lode Troonbeeckx           |                         |
| 1959      | Bruxelles         | Georges Stevens         | Willy Vanden Berghen       | Jos Geurts (nl)         |
| 1960      | Bruxelles         | Benoni Beheyt           | Léo Van Bael               | Frans Brands            |
| 1961      | Bruxelles         | Edward Sels             | Willy Bocklant             | Jozef Timmerman         |
| 1962      | Bruxelles         | Remi De Bruycker        | Guillaume Ivens            | Hubert Martlé           |
| 1963      | Bruxelles         | Julien Stevens          | Jozef Boons                | Remi Van Vreckom (nl)   |
| 1964      | Bruxelles         | Willy Planckaert        | Jan Nolmans                | Henri Omloop            |
| 1965      | Zolder            | Fernand Hermie          | Emiel Coppens              | Walter Wuyts            |
| 1966      | Zolder            | Etienne Sonck           | Herman Vrijders            | Willy Boudrez           |
| 1967      | Zolder            | Jean-Pierre Bossers     | Ronny Van Marcke           | Sylvère Hellebuyck      |
| 1968      | Moorslede         | Jean-Pierre Monseré     | Emile Cambré               | Willy Teirlinck         |
| 1969      |                   | Guido Van Sweevelt      | José Vanackere             | Jackie De Clerck        |
| 1970      | Mettet            | Daniel Pauwels          | André Verbraeken           | Luc Hermans             |
| 1971      | Zolder            | Lucien Zelck            | Roger De Beukelaer         | Jacques Bréda           |
| 1972      | Moorslede         | Noël Pottier            |                            | Jacques Martin          |
| 1973      | Mettet            | Roger Van de Maele      | Ludo Peeters               | Christian Moreau        |
| 1974      | Moorslede         | Johnny Vanderveken      | Eddy Vanhaerens            | Wim Schroyens           |
| 1975      | Lembecq           | Ludo Schurgers (it)     | Wim Myngheer               | Jean-Marie Bonfond      |
| 1976      | Volkegem          | Daniel Willems          | Patrick Schils             | Erwin Van Kerschaever   |
| 1977      | Moorslede         | Charly Jochums          | Dirk Heirweg               | Willy Albert            |
| 1978      | Mettet            | Luc Colijn              | Patrick Versluys           | Guy Janiszewski         |
| 1979      | Auderghem         | Eddy Van Hoof           | Jan Joos                   | Luc Van Mol             |
| 1980      | Kachtem           | Eric Staes              | Marc Somers                | Rudy Dhaenens           |
| 1981      | Huppaye           | Kenny De Maerteleire    | Eric Gysemans              | Philippe Deceuninck     |
| 1982      | Oostakker         | Eric Vanderaerden       | Patrick Verplancke         | Marc Assez              |
| 1983      | Saint-Trond       | Carlo Bomans            | Rudy Ceyssens              | Rudy Alen               |
| 1984      | Zemst             | Rik Van Slycke          | Luc Timbreur               | Daniel Gorez            |
| 1985      | Bourg-Léopold     | Bruno Bruyère (nl)      | Didier De Witte            | Erwin Buysse            |
| 1986      | Vosselaar         | Luc Heuvelmans          | Edwig Van Hooydonck        | Patrick Robeet          |
| 1987      | Nandrin           | Gino Verbraeken         | Patrick De Wael            | Christ Lefever          |
| 1988      | Nijlen            | Robert Fockaert         | Serge Baguet               | Marc Wauters            |
| 1989      | Saint-Gilles-Waes | Johnny Macharis         | Carl Roes                  | Eddy Brabant            |
| 1990      | Leke              | Michel Vanhaecke        | Wim Omloop                 | Andy Deketelaere        |
| 1991      | Zemst             | Jan Poppe               | Guy Geerinckx              | Johan Baerts            |
| 1992      | Ypres             | Claude De Bodt          | Gerdy Goossens             | Cedric Van Lommel       |
| 1993      | Lummen            | Pascal Putton           | Christophe Van Vlierberghe | Bart Vanstockstraeten   |